# Chiese di Lecce

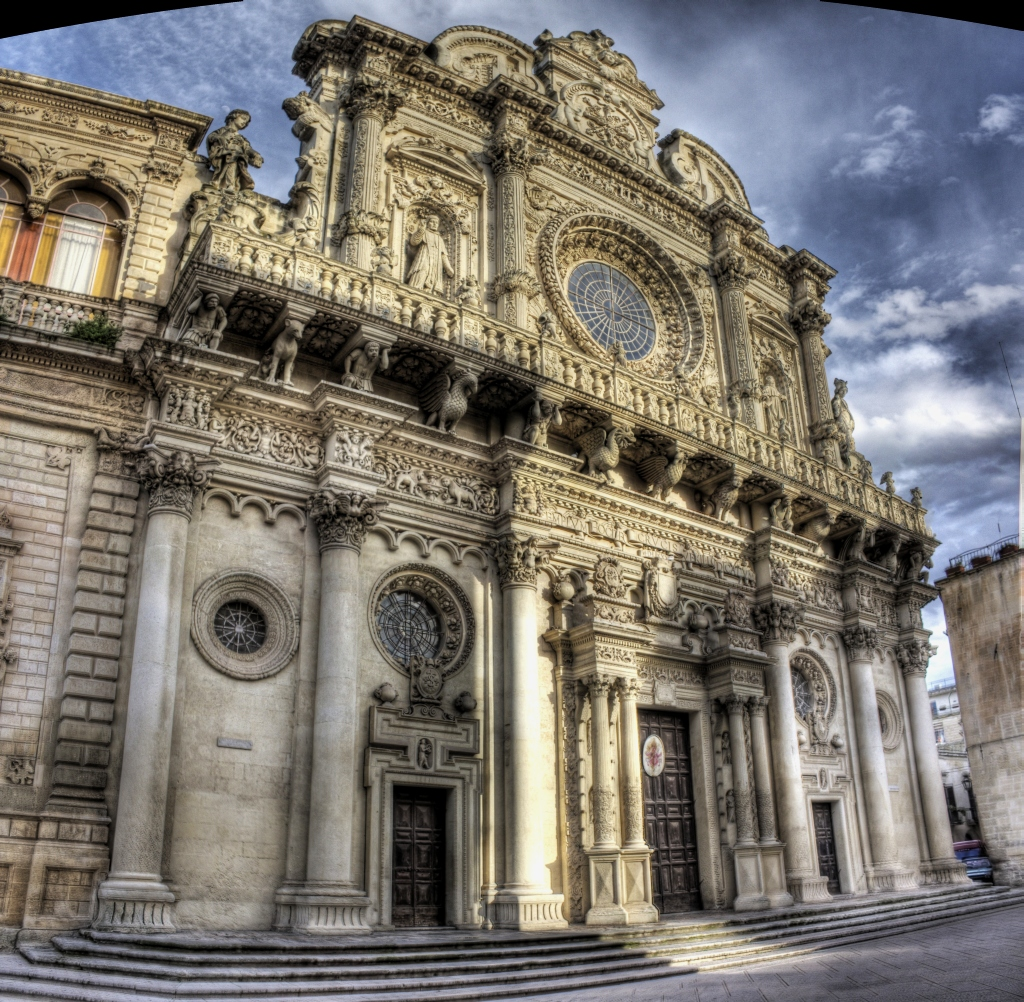
Basilica di Santa Croce

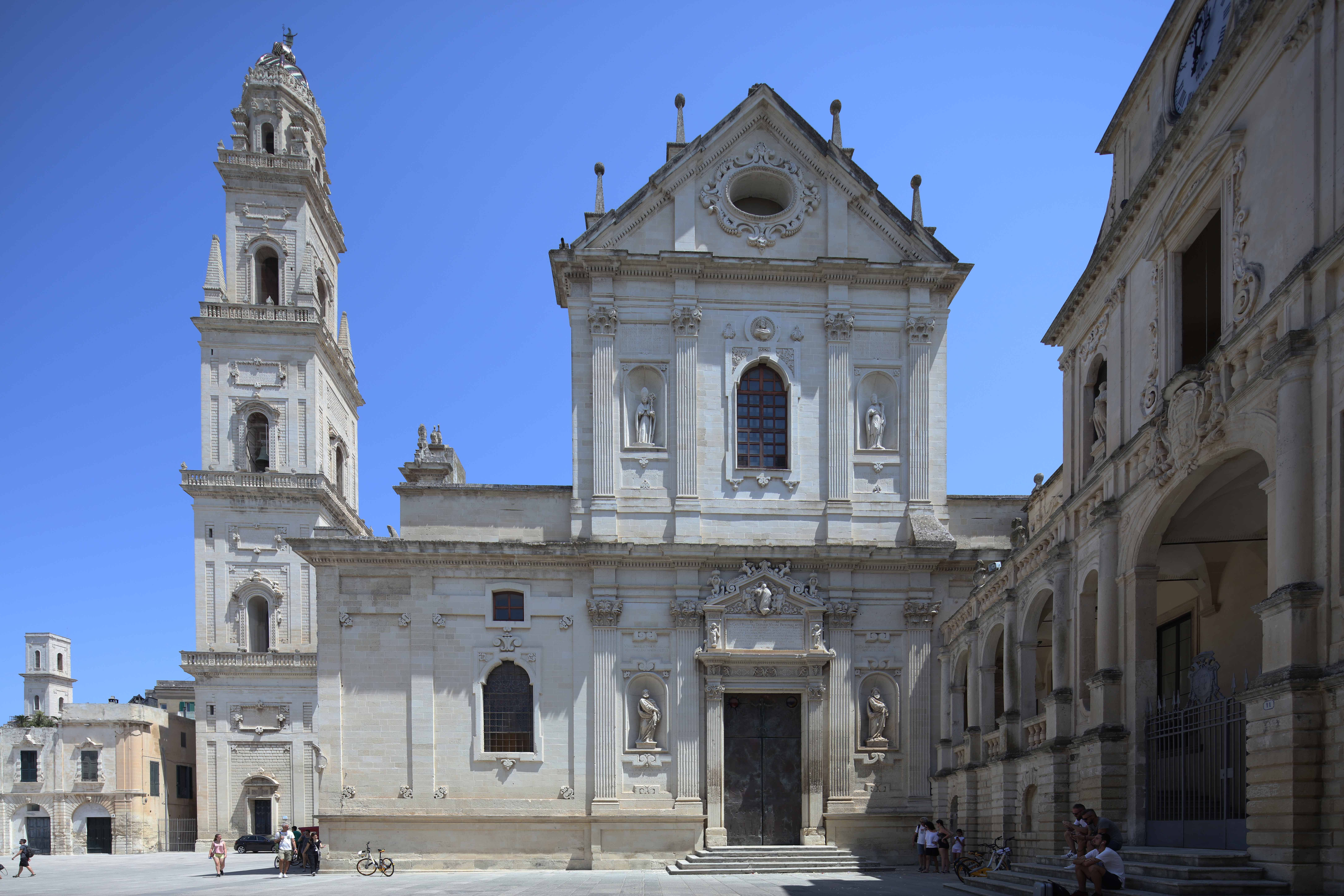
Duomo

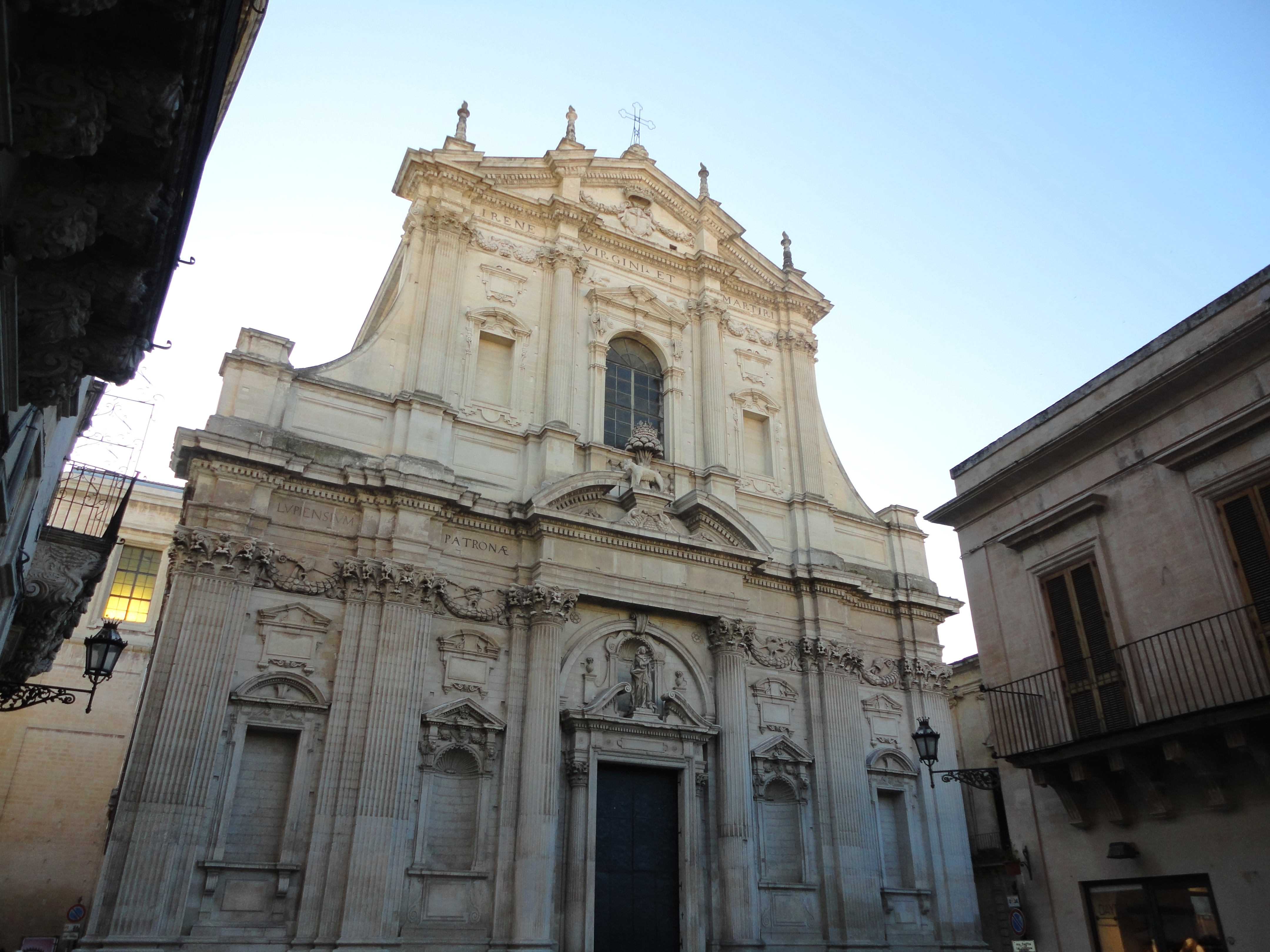
Chiesa di Sant'Irene

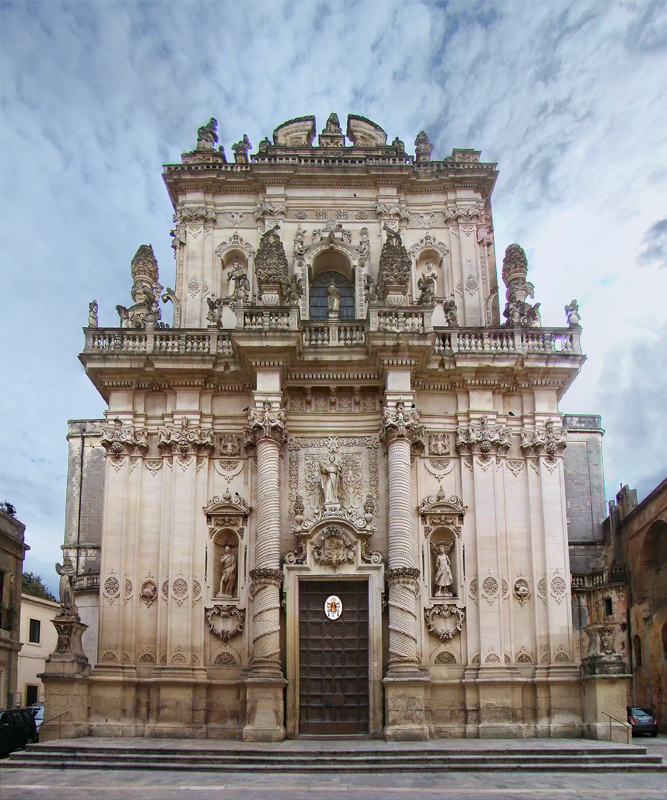
Basilica di San Giovanni Battista

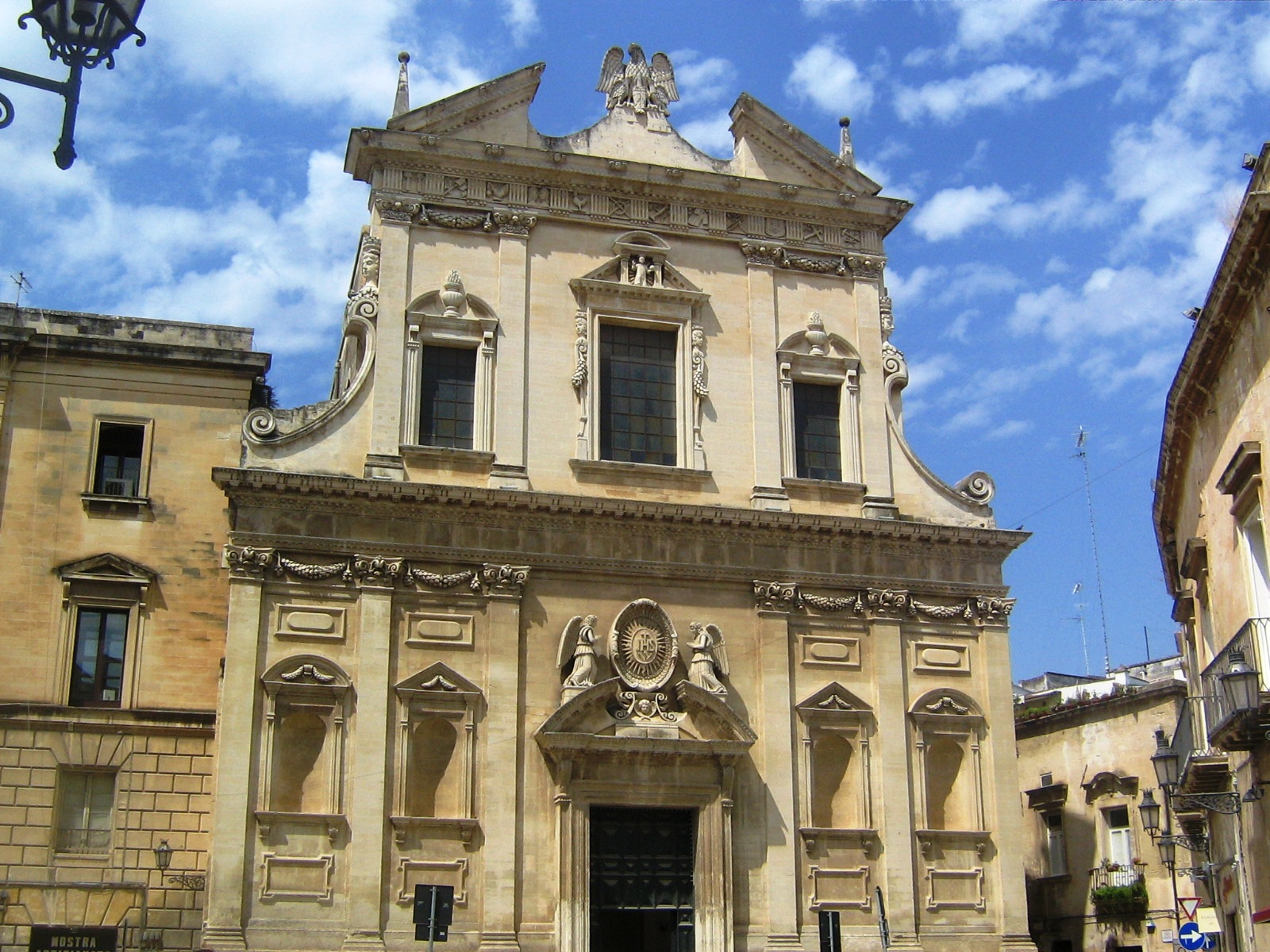
Chiesa del Gesù

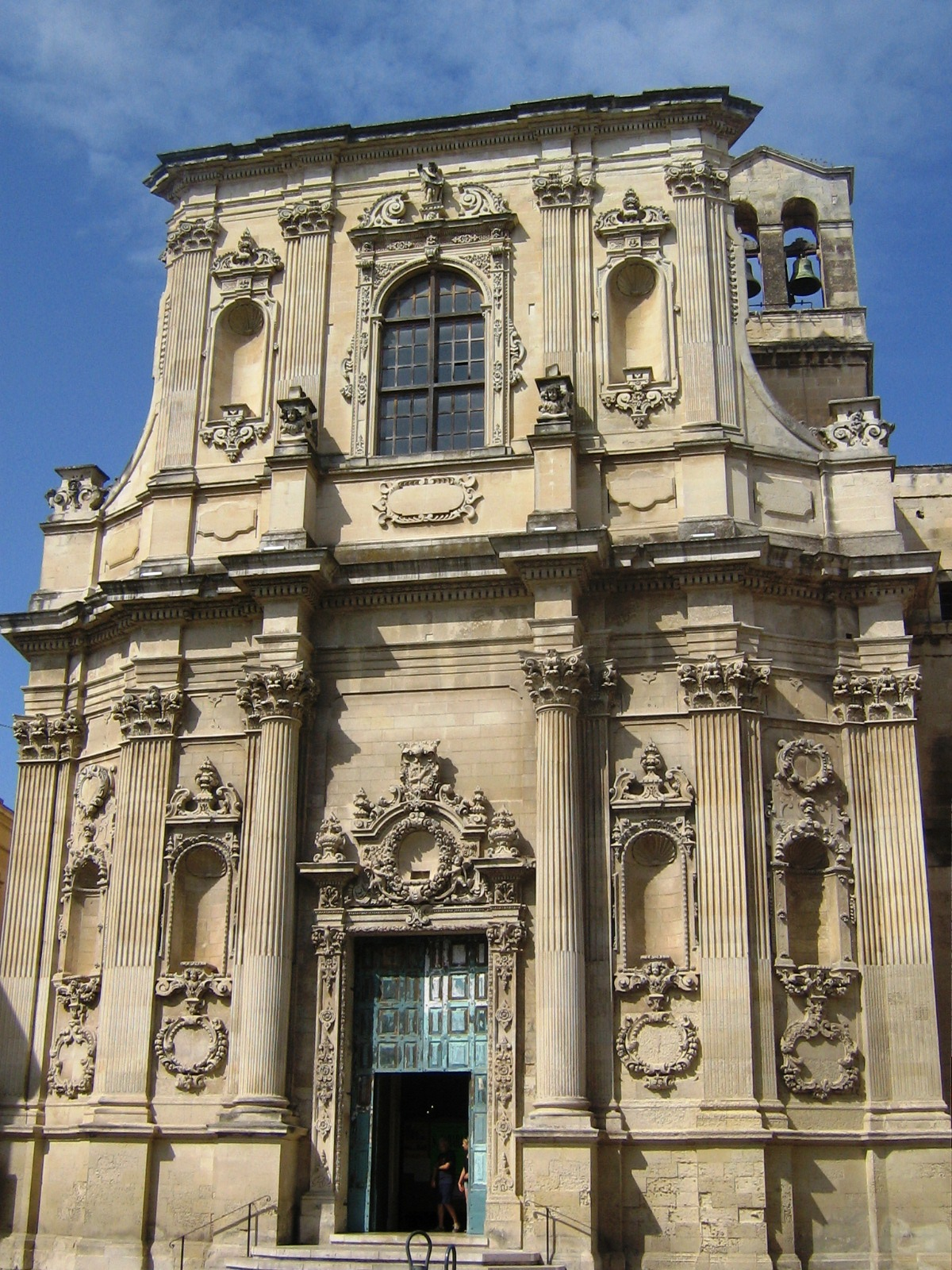
Chiesa di Santa Chiara

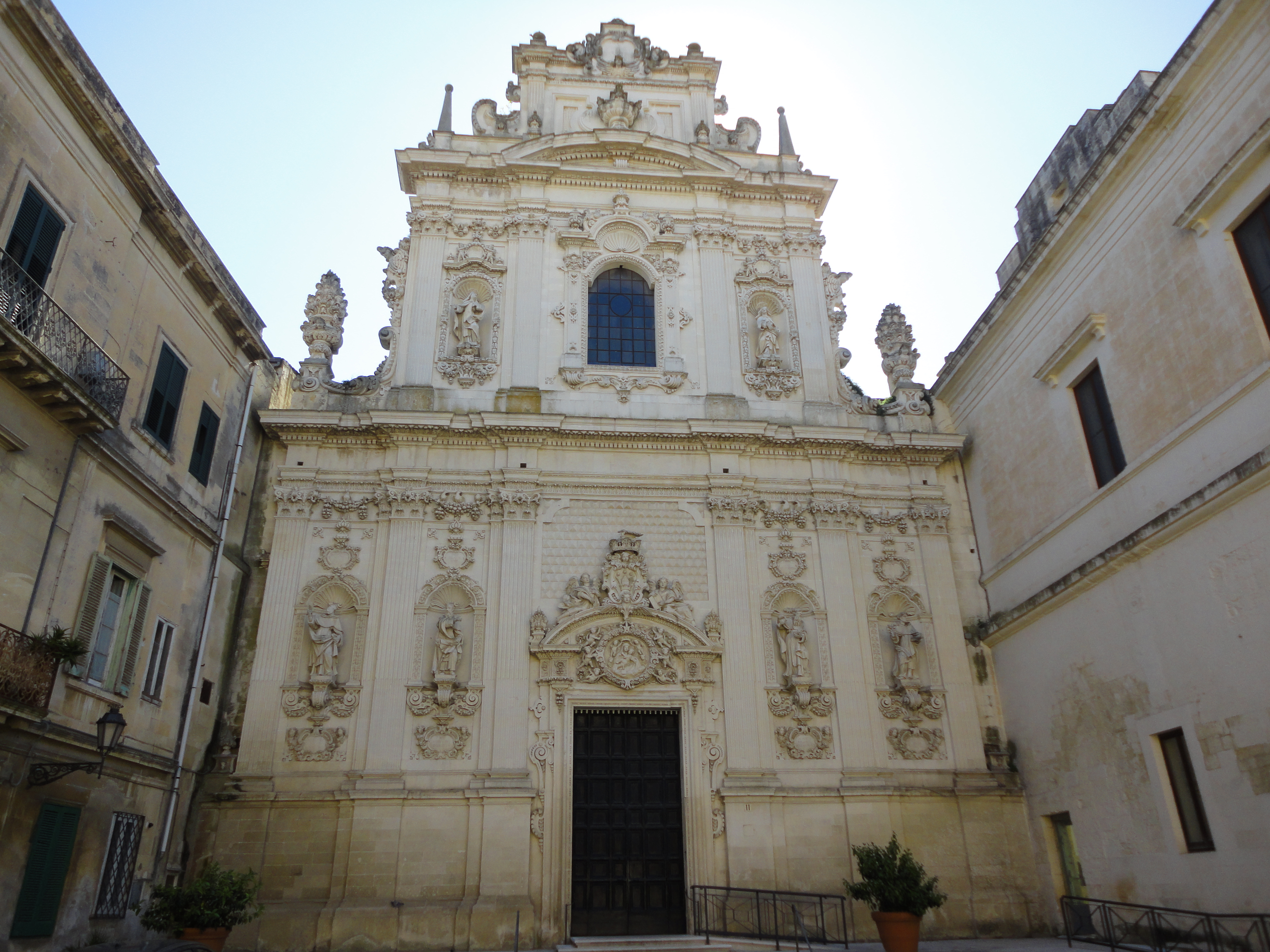
Chiesa del Carmine

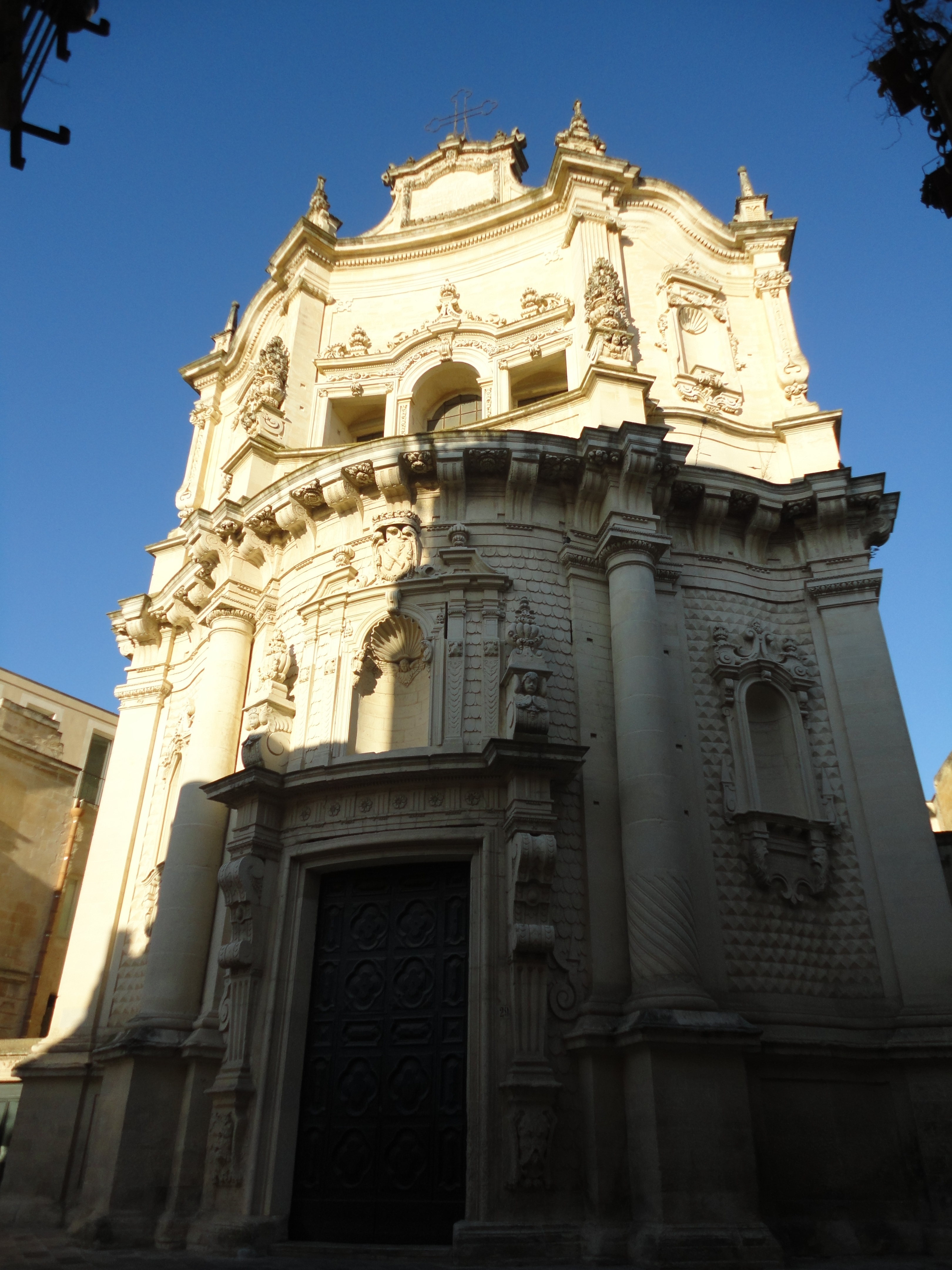
Chiesa di San Matteo

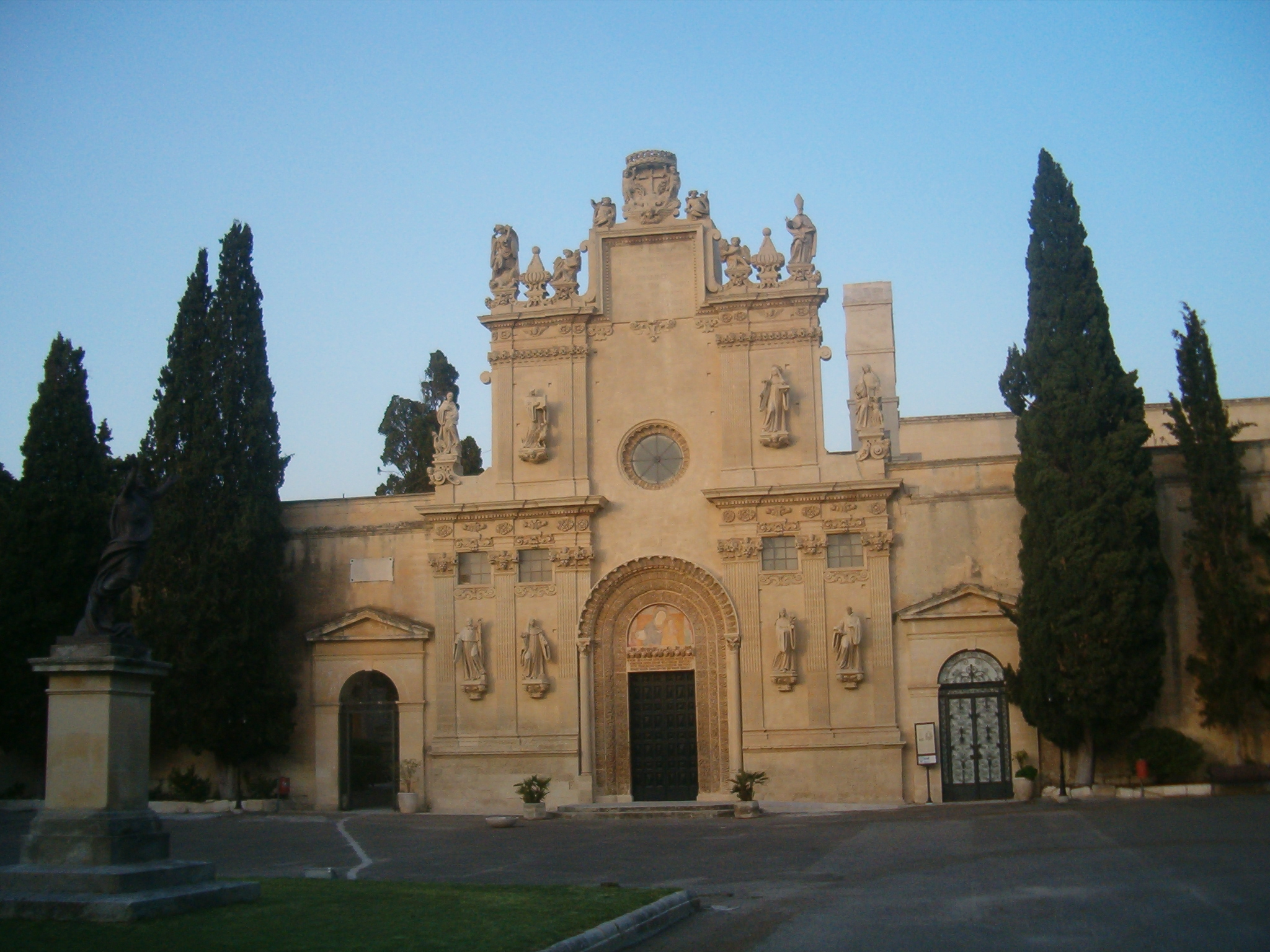
Chiesa dei Santi Niccolò e Cataldo

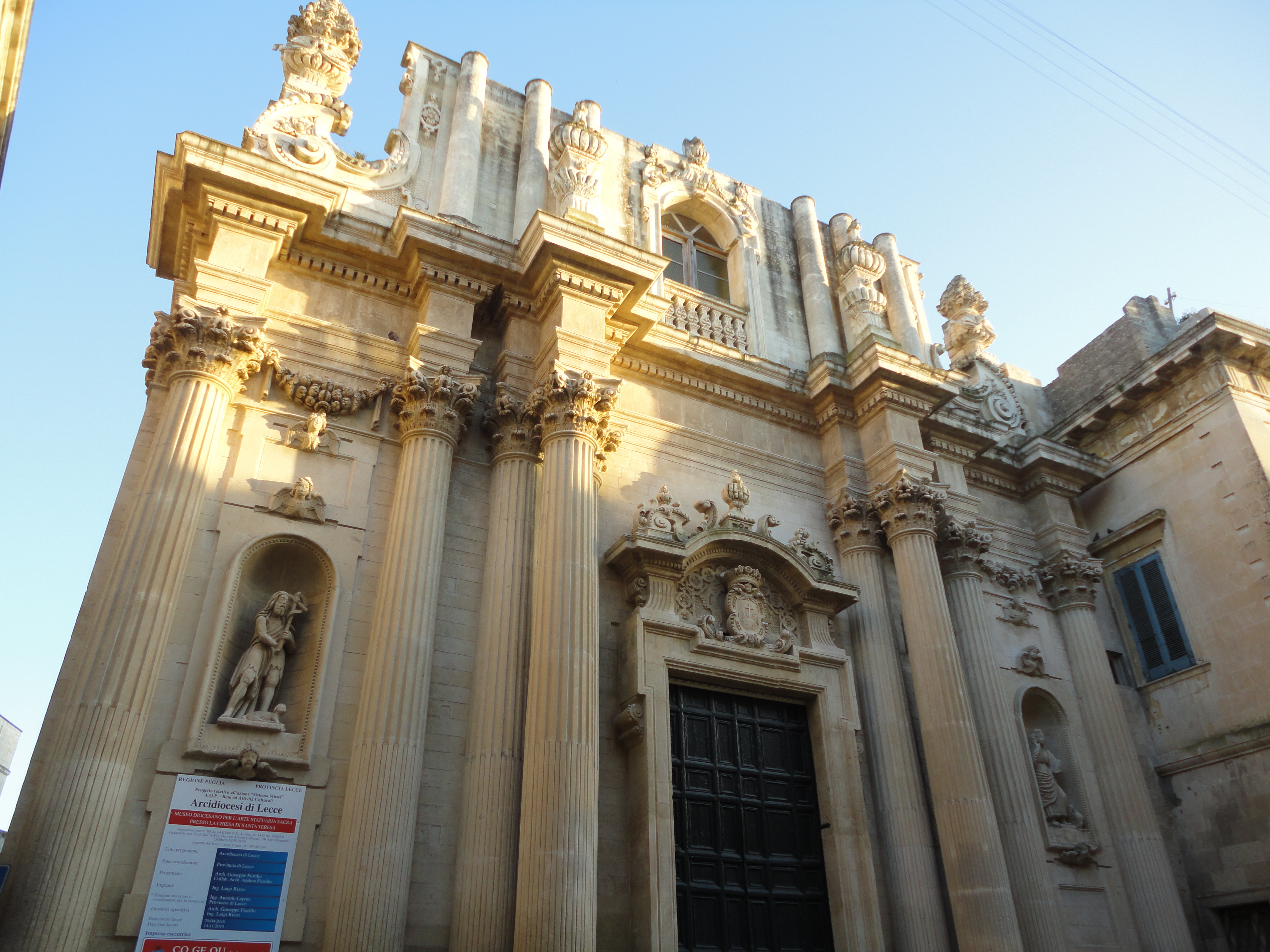
Chiesa di Santa Teresa

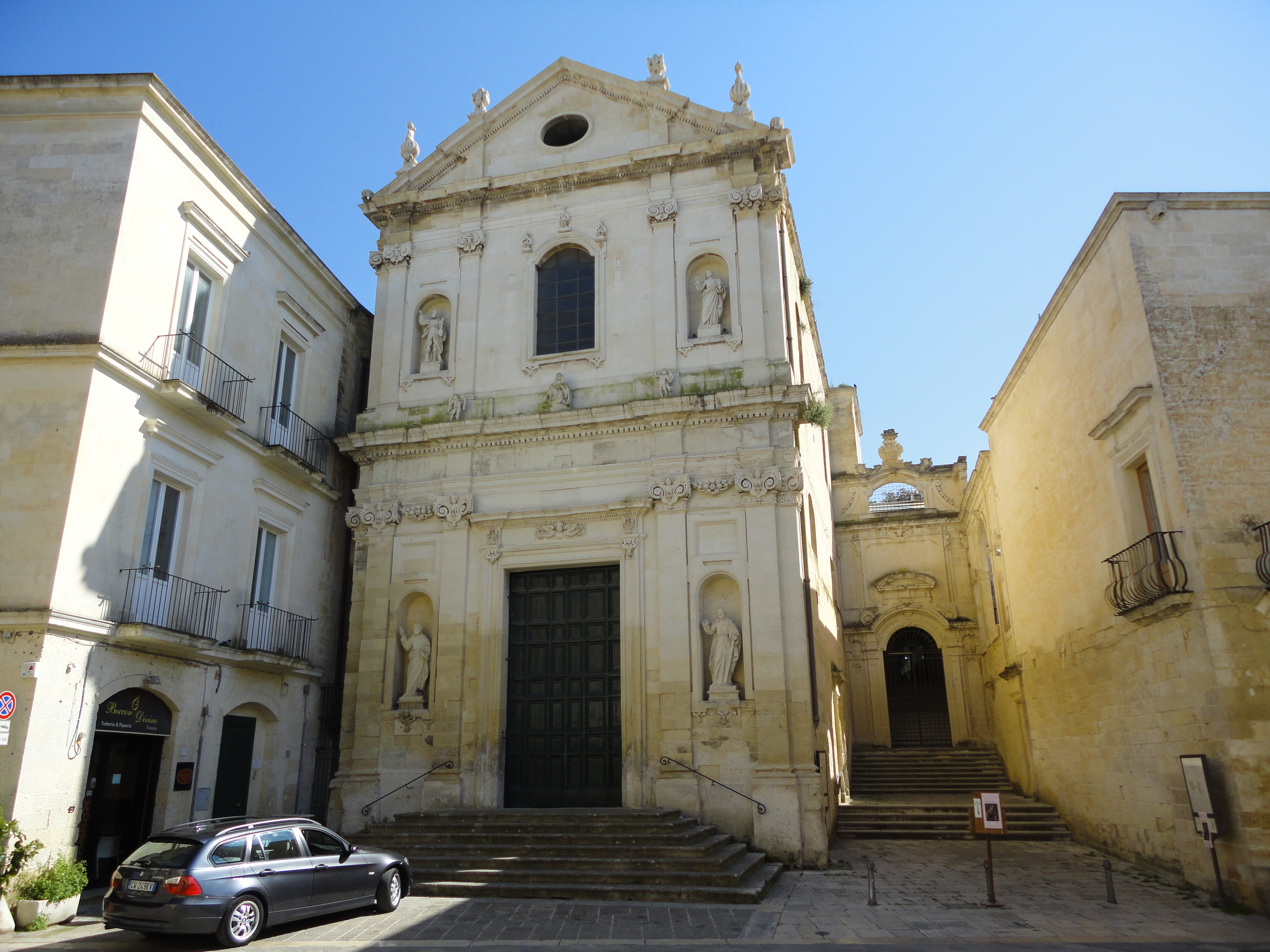
Chiesa di Sant'Anna

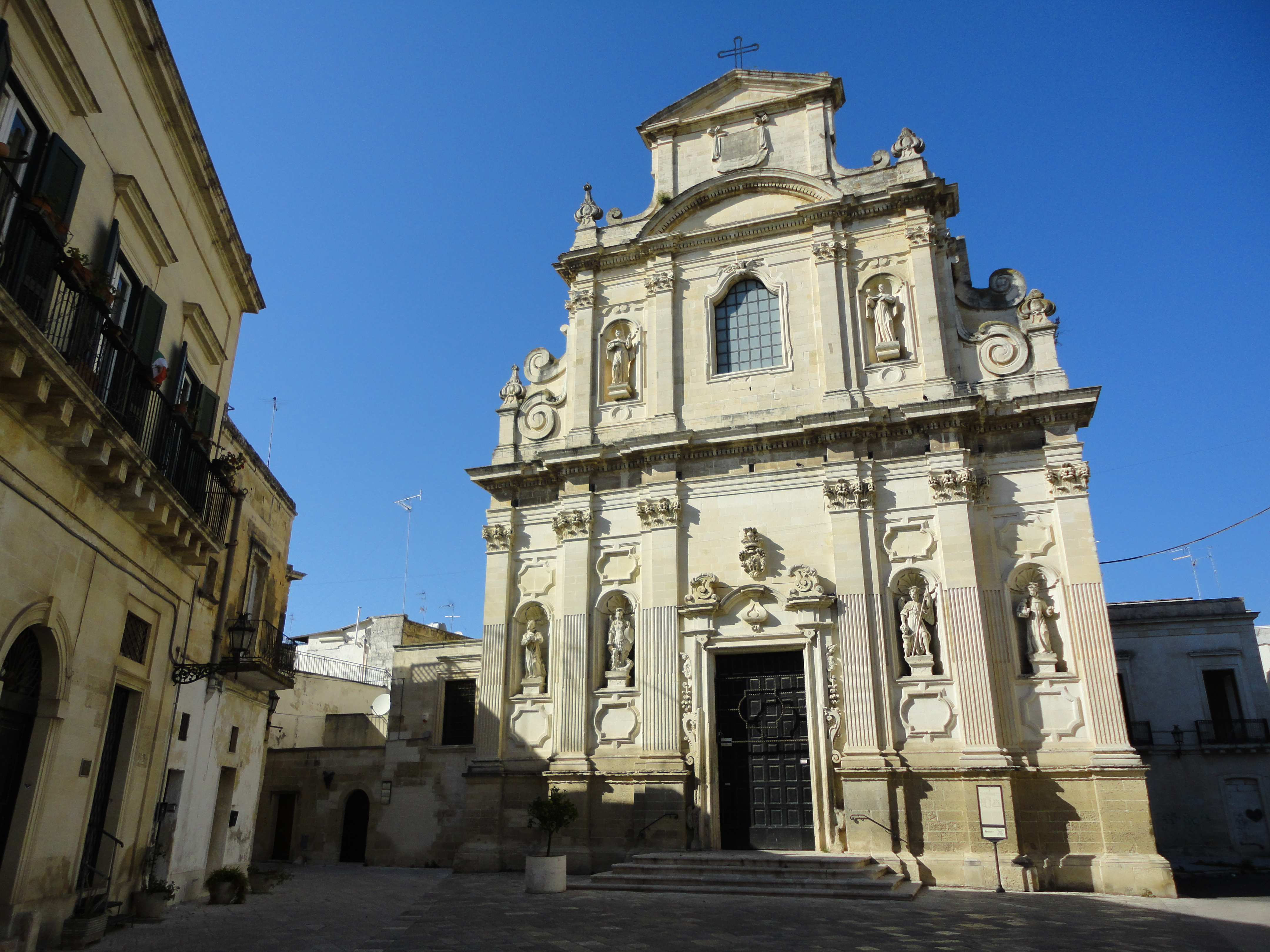
Chiesa di Santa Maria della Provvidenza

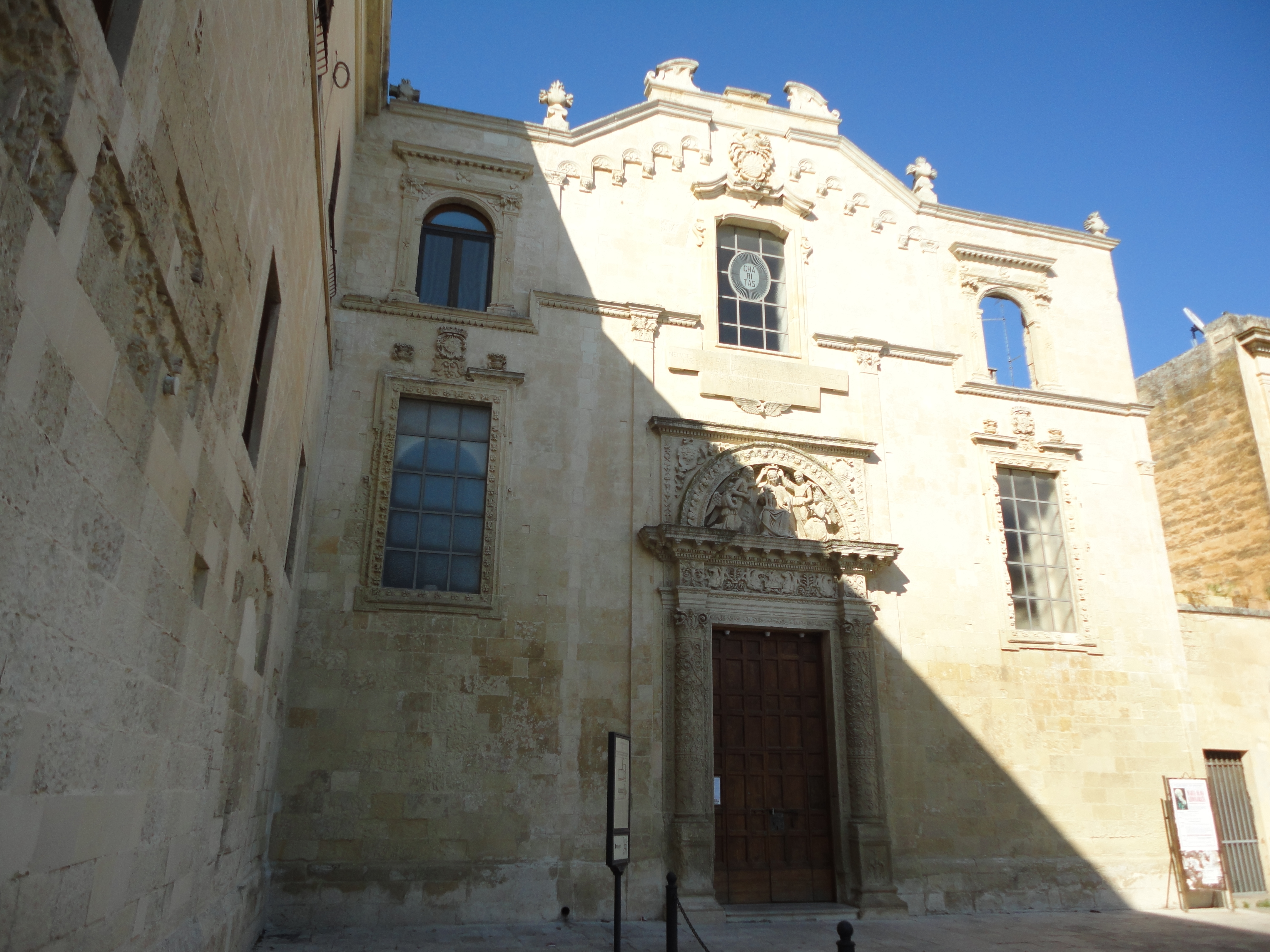
Chiesa di Santa Maria degli Angeli

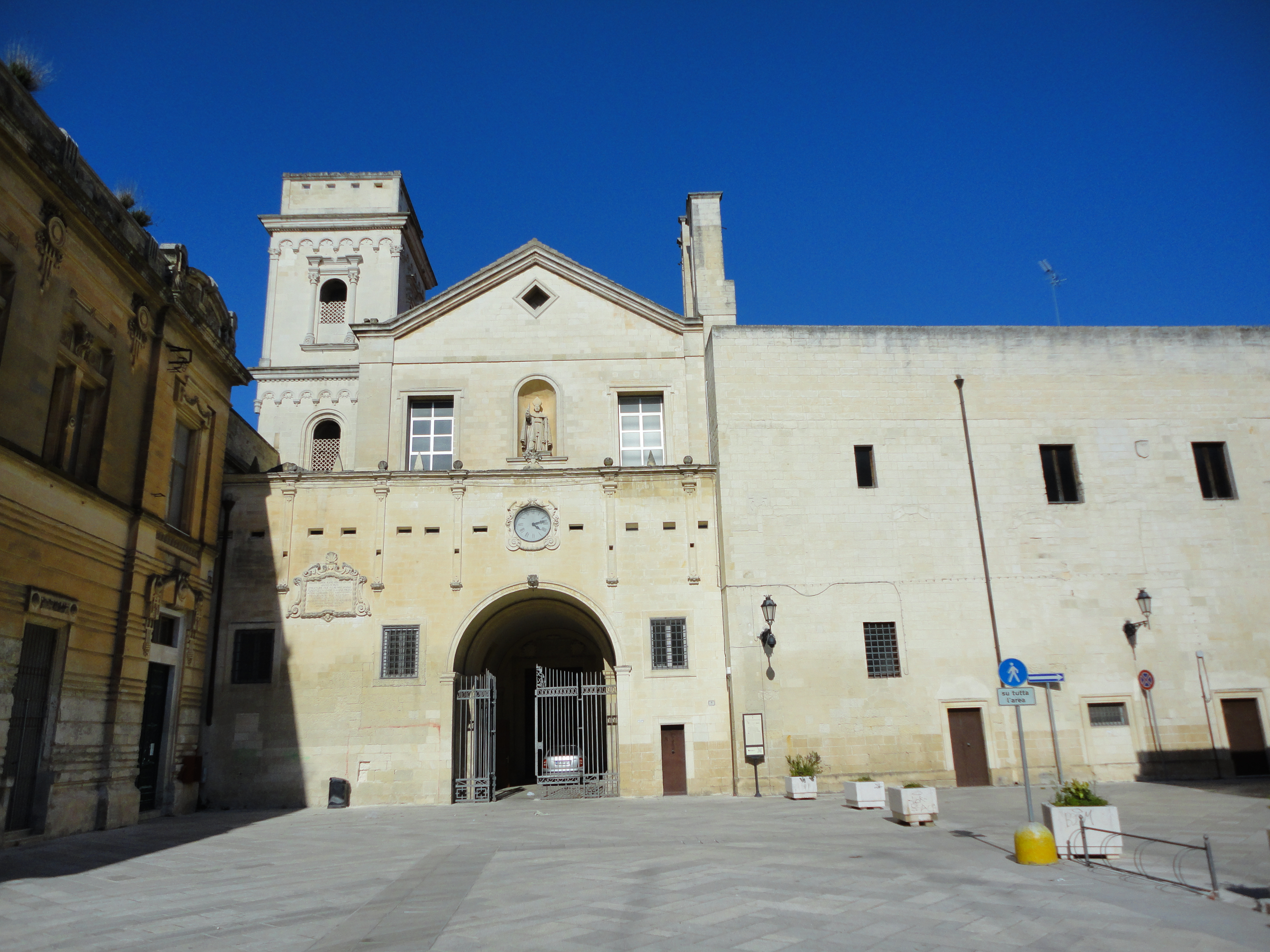
Chiesa di San Giovanni Evangelista

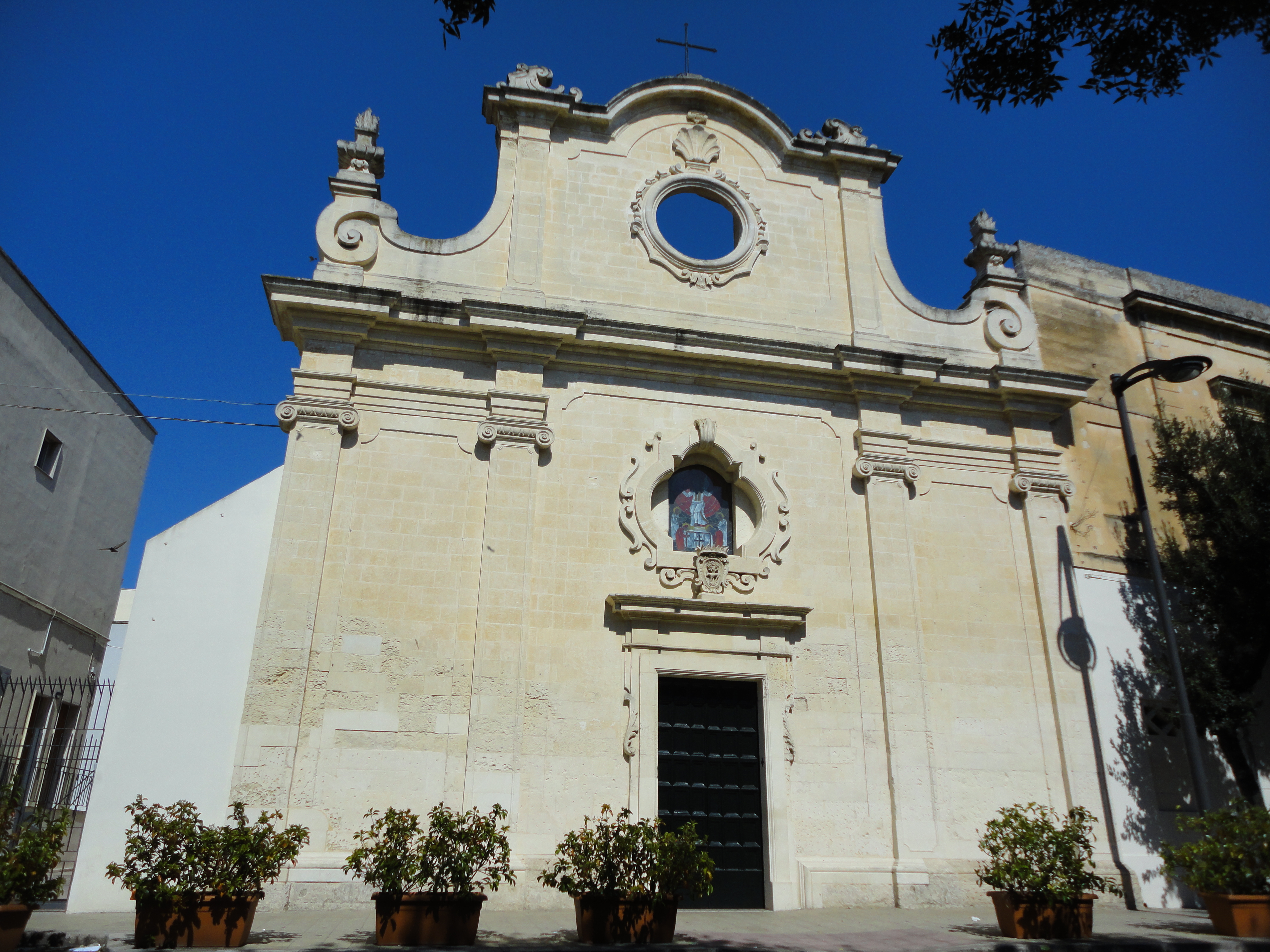
Chiesa di San Lazzaro

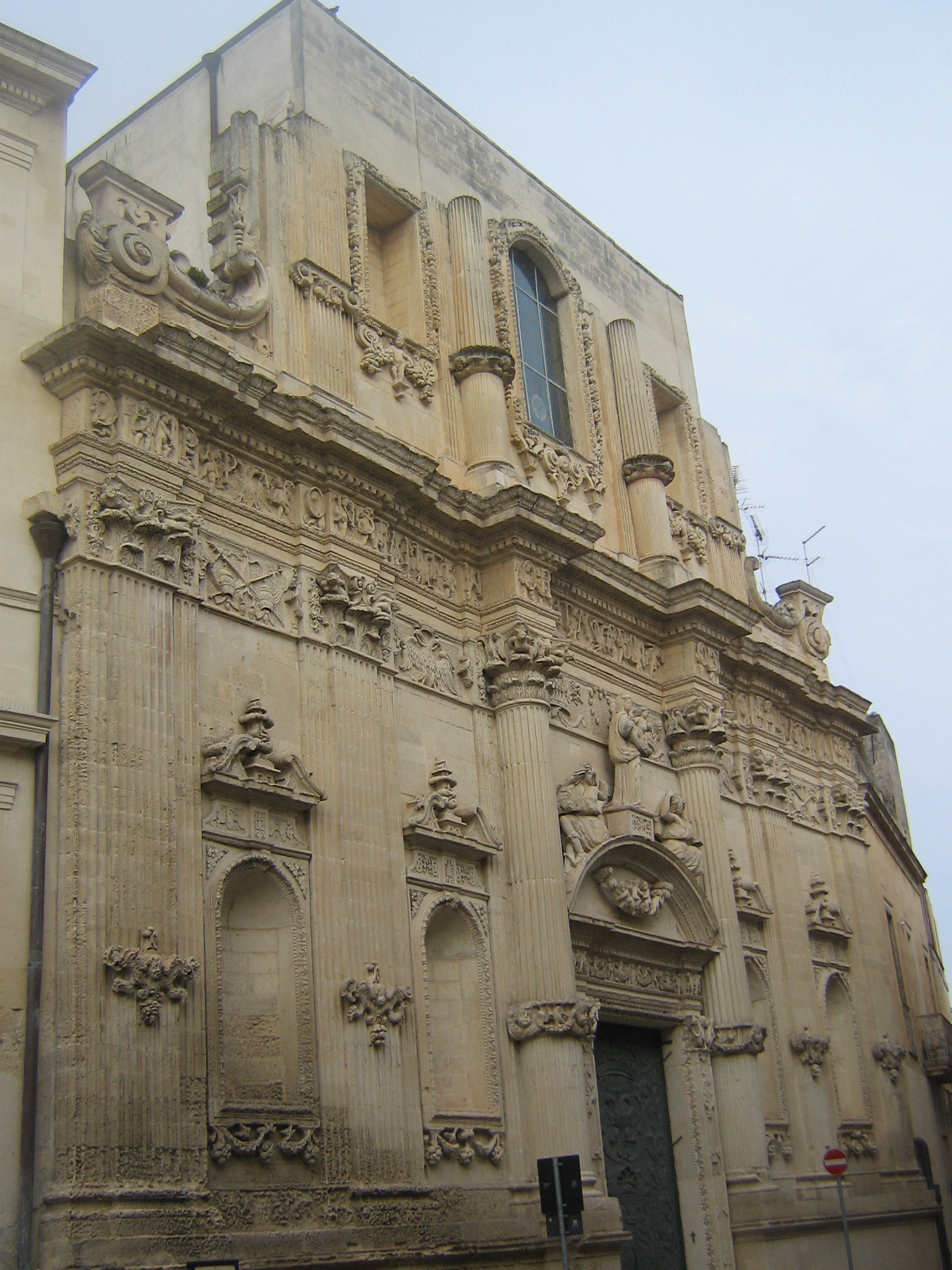
Chiesa di Sant'Angelo

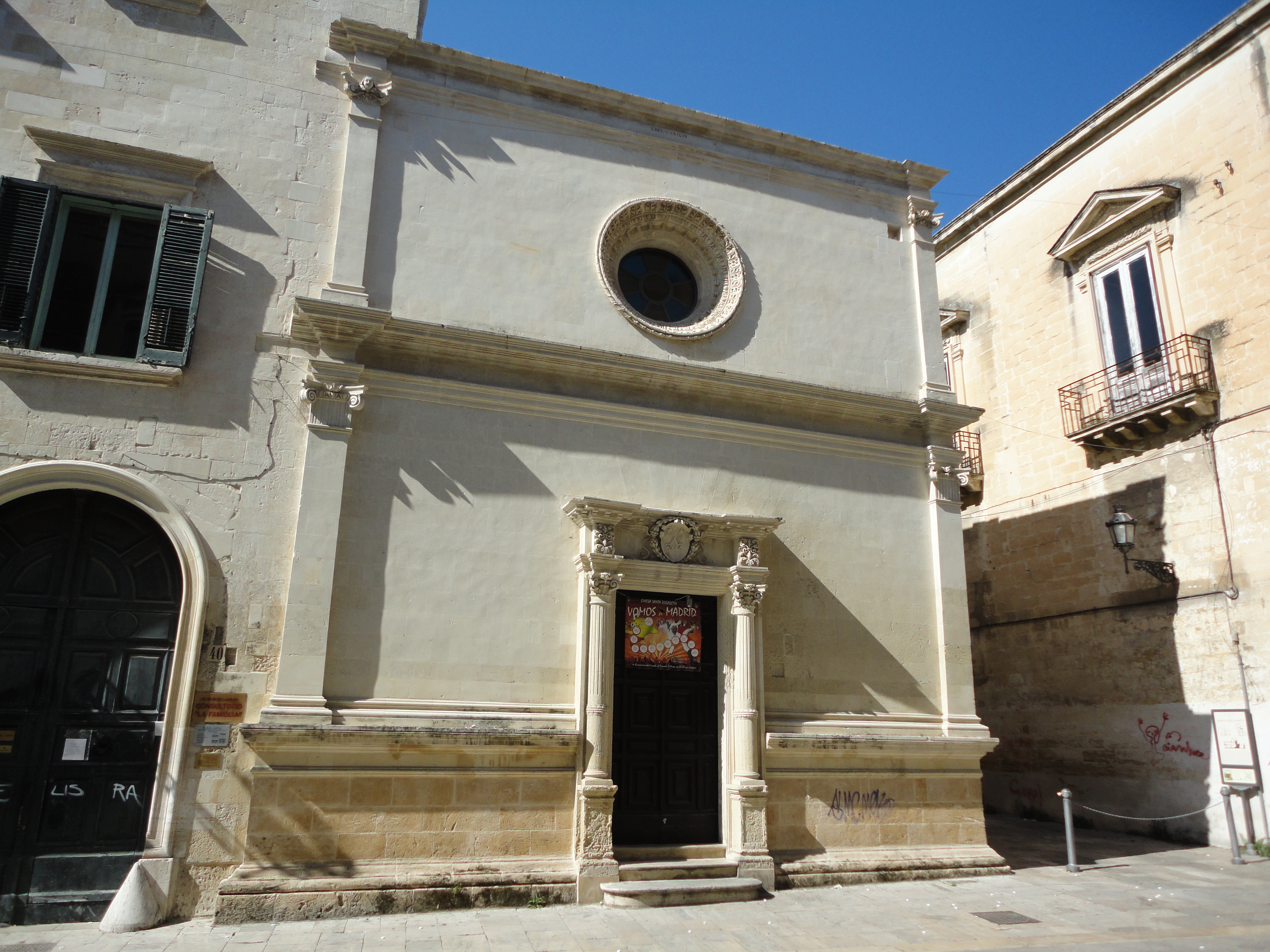
Chiesa di Sant'Elisabetta

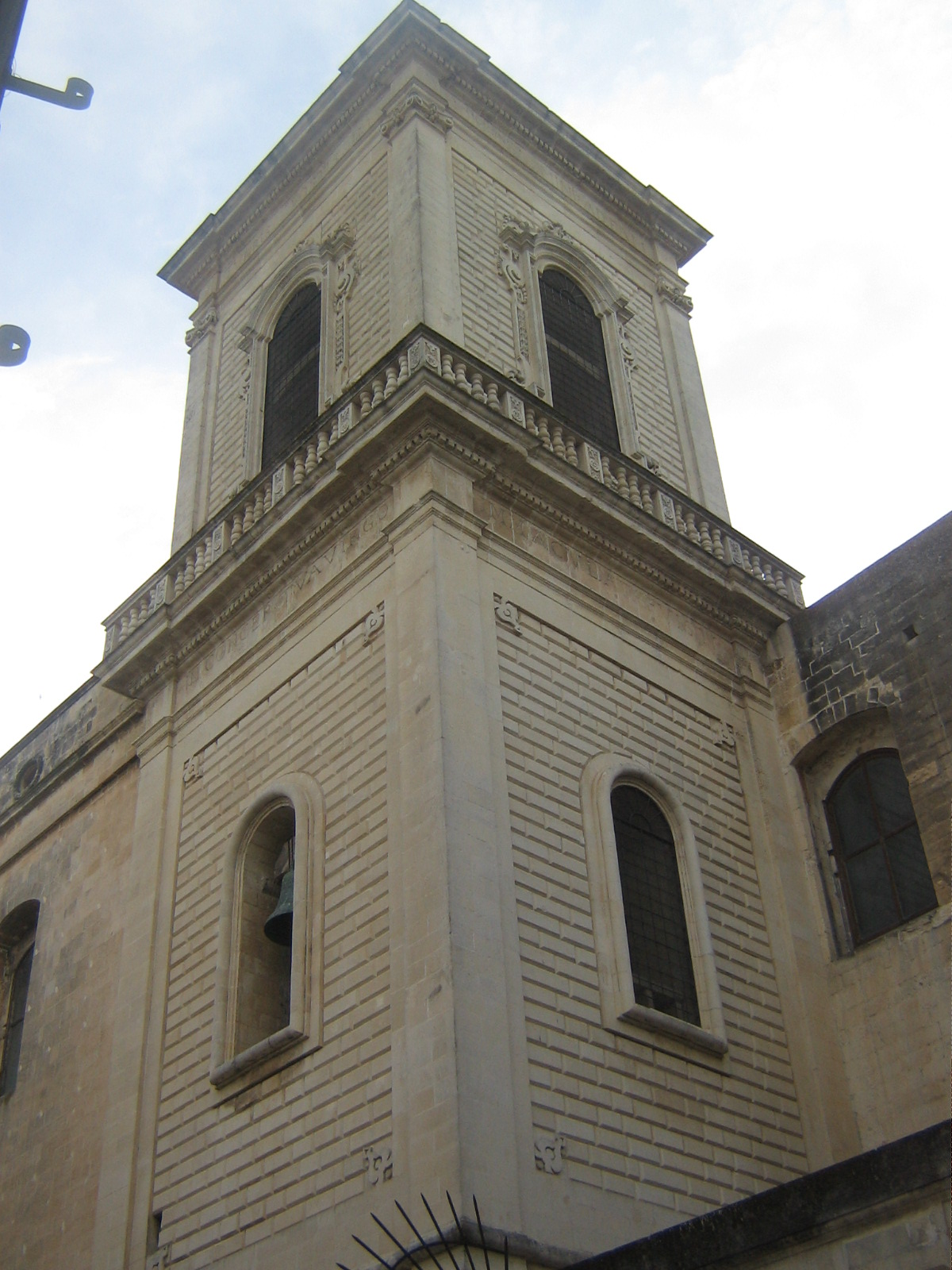
Campanile della Chiesa di San Francesco della Scarpa

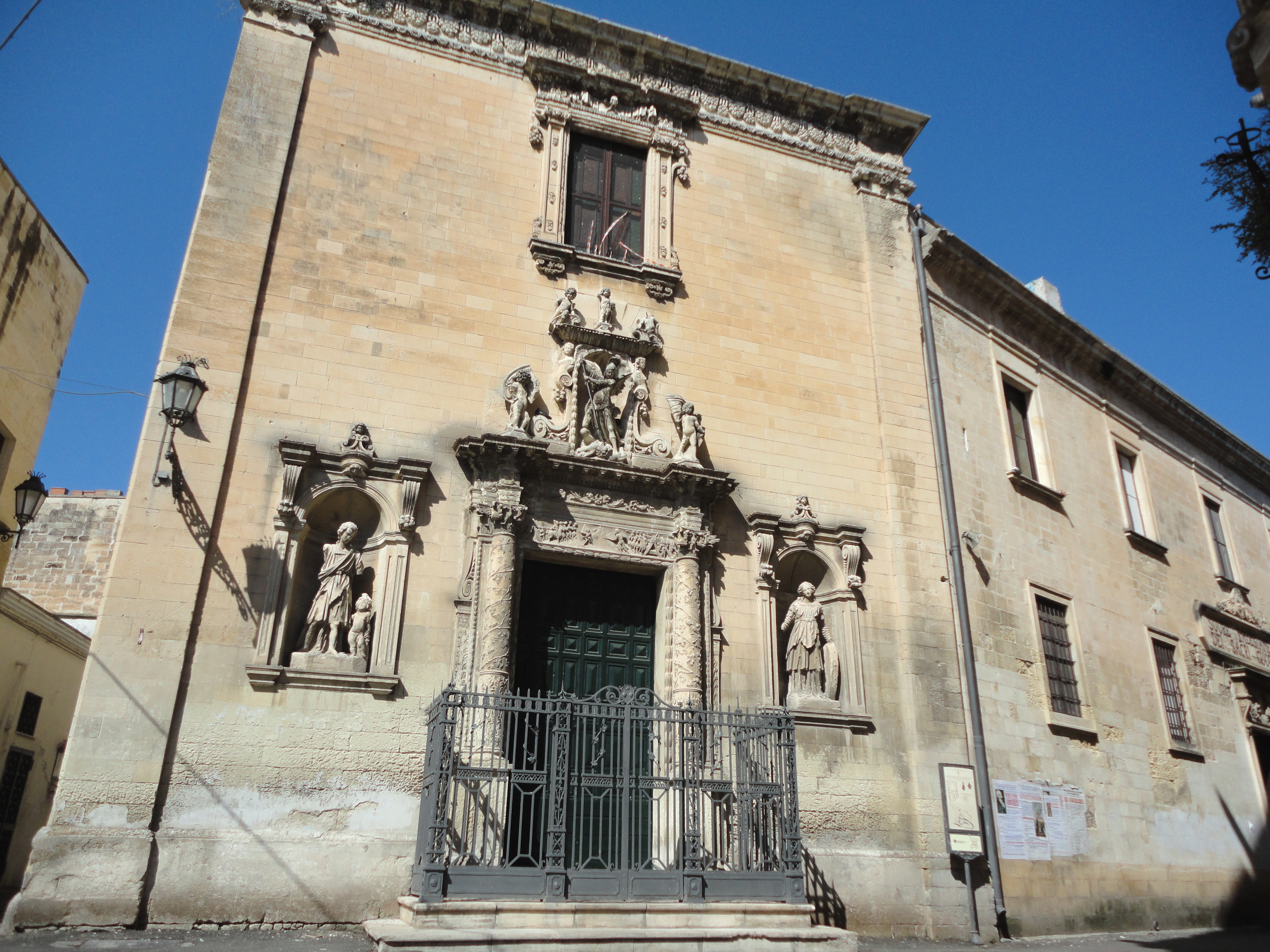
Chiesa della Madre di Dio e di San Nicolò

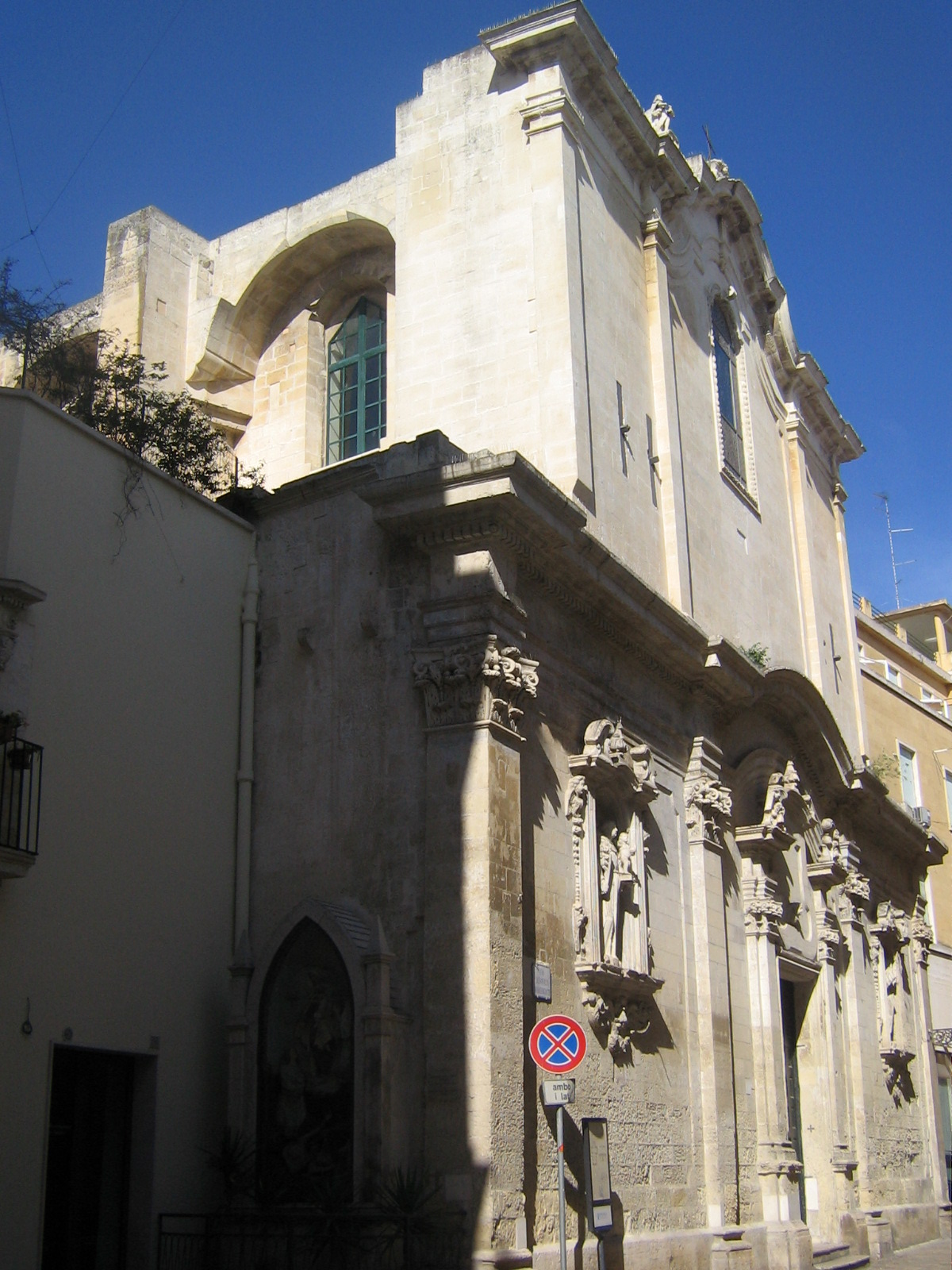
Chiesa di Sant'Antonio della Piazza

## Basilica di Santa Croce (1549)
La Basilica di Santa Croce è il monumento simbolo del barocco leccese, fu edificata in più fasi a partire dal 1549 nel luogo in cui sorgeva un monastero trecentesco e sui terreni contigui, un tempo appartenenti alla comunità ebraica. Alla costruzione, terminata nel 1695, presero parte Gabriele Riccardi e successivamente Cesare Penna, Francesco Antonio Zimbalo e suo nipote Giuseppe. La facciata, tripartita orizzontalmente e caratterizzata dal grande rosone, si connota per la ricchezza di decorazioni e statue raffiguranti animali e figure umane a carattere allegorico. L'interno, a croce latina, era originariamente ripartito in cinque navate, due delle quali nel XVIII secolo furono assorbite in cappelle laterali. Nel transetto sinistro spicca l'altare di san Francesco da Paola, capolavoro di Francesco Antonio Zimbalo, che lo realizzò tra il 1614 e il 1615.

## Duomo di Maria Santissima Assunta (1144)
Il duomo di Maria Santissima Assunta è collocato al centro dell'omonima piazza. Fu costruito una prima volta nel 1144, poi nel 1230. Su richiesta del vescovo di Lecce, Luigi Pappacoda, l'edificio fu completamente ristrutturato negli anni tra il 1659-1670 da Giuseppe Zimbalo a cui si deve anche l'attigua torre campanaria.
Il tempio possiede due prospetti, di cui il principale è quello a sinistra dell'episcopio, mentre l'altro guarda l'ingresso della piazza. L'interno, a croce latina, è impreziosito da dodici altari laterali più quello maggiore, ed è ricco di opere pittoriche realizzate da valenti artisti, tra i quali Giuseppe da Brindisi, Oronzo Tiso, Gianserio Strafella, Gian Domenico Catalano e Giovanni Andrea Coppola. La Cattedrale possiede una cripta del XII secolo, rimaneggiata nel XVI secolo con aggiunte barocche.

## Chiesa di Sant'Irene dei Teatini (1591)
La Chiesa di Sant'Irene dei Teatini è dedicata a santa Irene, patrona della città fino al 1656, e fu edificata a partire dal 1591 su progetto del teatino Francesco Grimaldi. È il principale esempio di architettura controriformata leccese. Presenta una grandiosa facciata composta da due assetti stilistici sovrapposti. Sulla trabeazione è posta un'iscrizione dedicata a Santa Irene: «Irene virgini et martiri». Lo schema architettonico dell'interno della chiesa è a croce latina, con un'unica navata aperta nei fianchi da tre profonde cappelle comunicanti tra loro e caratterizzate da cupole ellittiche. Tra gli altari spiccano per importanza artistica quello maggiore intitolato alla Croce, quello di santa Irene, dell'Arcangelo Michele e di sant'Andrea Avellino.

## Basilica di San Giovanni Battista (1690)
La basilica di San Giovanni Battista al Rosario fu realizzata nel 1690-1691 da Giuseppe Zimbalo fu consacrata nel 1728 da Vincenzo Maria d'Aragona, arcivescovo di Cosenza. Il prospetto è diviso in due ordini da una balaustra con statue; in basso, il grande portale centrale è sormontato dalla statua di san Domenico di Guzman ed è fiancheggiato da due colonne scanalate a spirale, con capitelli decorati; in alto, la grande finestra centrale è fiancheggiata da trofei di fiori; un'altra balaustra divide il secondo ordine dal timpano dal grande effetto plastico. La pianta è a croce greca e all'interno, lungo tutto il perimetro, presenta ricchi altari. Il pulpito è l'unico delle chiese leccesi ad essere realizzato in pietra leccese. La copertura è a capriate lignee.

## Chiesa del Gesù (1575)
La chiesa del Gesù fu costruita nel 1575 per i Gesuiti. Venne realizzata su disegno di Giovanni De Rosis, sul sito dell'antica chiesa di san Niccolò dei Greci. Presenta una sobria facciata che ripropone quella della Chiesa del Gesù di Roma. L'interno, ad unica navata, accoglie altari di pregevole fattura e opere pittoriche e scultoree collocabili tra il XVI e l'inizio del XIX secolo. Custodisce le spoglie di san Bernardino Realino.

## Chiesa di Santa Chiara (1687)
La chiesa di Santa Chiara venne edificata nel 1687 sul progetto di Giuseppe Cino e sorge sull'area di un precedente edificio del XV secolo. Presenta un prospetto incompiuto, in quanto privo del fastigio superiore, e un interno a pianta ottagonale con profondo presbiterio ricoperto da una volta a spigolo.

## Chiesa del Carmine
La chiesa del Carmine risale alla prima metà del Settecento e sostituisce un antico edificio che i Carmelitani avevano dedicato nel 1546 alla Vergine del Carmine. Autore dell'edificio fu l'architetto Giuseppe Cino che vi lavorò dal 1711 sino al 1722, anno della morte. Venne completata da Mauro Manieri. Presenta una sfarzosa e imponente facciata impostata su tre ordini. L'interno, a pianta ellittica con tre brevi cappelle per lato, termina in un profondo presbiterio caratterizzato da una volta lunettata e da paraste scanalate.

## Chiesa di San Matteo (1667)
La chiesa di San Matteo nacque nel 1667 dai disegni dell'architetto Giovann'Andrea Larducci e presenta gli elementi architettonici tipici delle chiese del pieno periodo barocco dell'Italia centrale. Il suo accordo plastico composto dall'ordine inferiore convesso e il superiore concavo, infatti, è poco usuale tra i monumenti dell'arte del Salento e di Lecce. L'interno si presenta a navata unica e pianta ellittica. Le cappelle, che si snodano lungo le pareti, sono intervallate da paraste con alti plinti semicircolari su cui poggiano le dodici statue lapidee degli Apostoli, realizzate nel 1692 da Placido Buffelli di Alessano.

## Chiesa dei Santi Niccolò e Cataldo (1180)
la chiesa dei Santi Niccolò e Cataldo si trova all'interno del cimitero, e venne eretta nel 1180 dal penultimo re normanno Tancredi di Sicilia. Nel 1716 gli Olivetani avviarono i lavori di ristrutturazione che trasformarono radicalmente la facciata in stile barocco, risparmiando soltanto il rosone e il portale della primitiva chiesa di età normanna. L'interno, a tre navate, presenta archi a sesto acuto e una cupola nel mezzo della navata centrale. La chiesa è interamente affrescata con dipinti eseguiti fra il XV e il XVII secolo.

## Chiesa di Santa Teresa
La chiesa di Santa Teresa è del XVII secolo e fu costruita per i Carmelitani Scalzi dall'architetto leccese Giuseppe Zimbalo. Possiede un prospetto incompleto; all'interno è presente una gigantesca statua in cartapesta di sant'Oronzo, opera realizzata nel 1869 da Achille De Lucrezi.

## Chiesa di Sant'Anna (1680)
La chiesa di Sant'Anna fu edificata nel 1680 e voluta da Teresa Paladini, per richiesta testamentaria del marito Bernardino Verardi. Accanto sorge l'ex Conservatorio di Sant'Anna.

## Chiesa di Santa Maria della Provvidenza (1703)
La chiesa di Santa Maria della Provvidenza fu realizzata tra il 1703 e il 1744 per le Suore Francescane Alcantarine e possiede alcune statue in cartapesta e un ottocentesco pavimento policromo a mattoni smaltati.

## Chiesa di Santa Maria degli Angeli (1524)
La chiesa di Santa Maria degli Angeli fu eretta a partire dal 1524 per volontà testamentaria del nobile fiorentino Bernando Peruzzi, è attigua al monastero dei Minimi Francescani. Ospita pregevoli tele di epoche diverse.

## Chiesa di San Giovanni Evangelista
La chiesa di San Giovanni Evangelista fu voluta dal conte normanno Accardo II nel 1133, il quale la affidò alle monache benedettine. Subì radicali rifacimenti nel XVII secolo.

## Chiesa di San Lazzaro
La chiesa di San Lazzaro venne eretta nella prima metà del XVII secolo sulle rovine di un originario edificio risalente alla fine del XIV secolo. Custodisce un antico affresco quattrocentesco di san Lazzaro proveniente dall'antica costruzione.

## Chiesa della Madre di Dio
La chiesa della Madre di Dio, nota anche come chiesa della Madre di Dio e di San Nicolò e come chiesa delle Scalze è una chiesa barocca di Lecce la cui edificazione risale al 1631 per disposizione del patrizio leccese Belisario Paladini. Attiguo è l'ex monastero delle Scalze, che venne acquistato nel 1903 dalle Suore Salesiane dei Sacri Cuori per farne la sede definitiva della casa generalizia e dell'Istituto per sordomuti fondato da san Filippo Smaldone.

## Chiesa di Sant'Antonio della Piazza
La chiesa di Sant'Antonio della Piazza, nota anche come chiesa di San Giuseppe dal santo cui è intitolata la confraternita che vi officia, è una chiesa del centro storico di Lecce. La chiesa, eretta nel 1584, faceva parte del complesso conventuale voluto da Gian Giacomo dell'Acaya intorno al 1557 e affidato ai Frati Minori Osservanti. Il convento in funzione fino al 1807, venne adibito ad abitazione civile e demolito nei primi anni del Novecento. Le forme attuali dell'edificio non sono quelle originarie: infatti nel 1765 i frati decisero di ingrandire la chiesa la cui navata principale corrispondeva all'attuale transetto. Sul fianco laterale della chiesa è possibile ancora vedere l'originario portale cinquecentesco, che costituiva l'ingresso principale, e il rosone.

## Altre chiese
- Chiesa di Sant'Angelo
- Chiesa di Sant'Elisabetta
- Chiesa di San Francesco della Scarpa
- Chiesa di San Giovanni di Dio
- Chiesa della Nova
- Chiesa di Santa Maria della Grazia
- Abbazia di Santa Maria di Cerrate Sorge lungo la strada provinciale che collega Squinzano a Casalabate
- Chiesa Santa Maria d'Aurìo
- Chiesa di Santa Maria della Porta
- Chiesa di San Niccolò dei Greci
- Chiesa di Santa Maria dell'Idria
- Chiesa della Trinità dei Pellegrini
- Chiesa di San Giacomo
- Chiesa di Santa Maria di Pozzuolo
- Chiesa di San Sebastiano La chiesa di San Sebastiano è una piccola chiesa rinascimentale del centro storico di Lecce. Venne edificata nel 1520 in onore di San Sebastiano, protettore degli appestati
- Chiesa di San Leucio
- Chiesetta di San Marco La chiesa fu costruita nel 1543 per volere della fiorente colonia di veneziani residente nella città e per questo intitolata a San Marco

## Galleria d'immagini

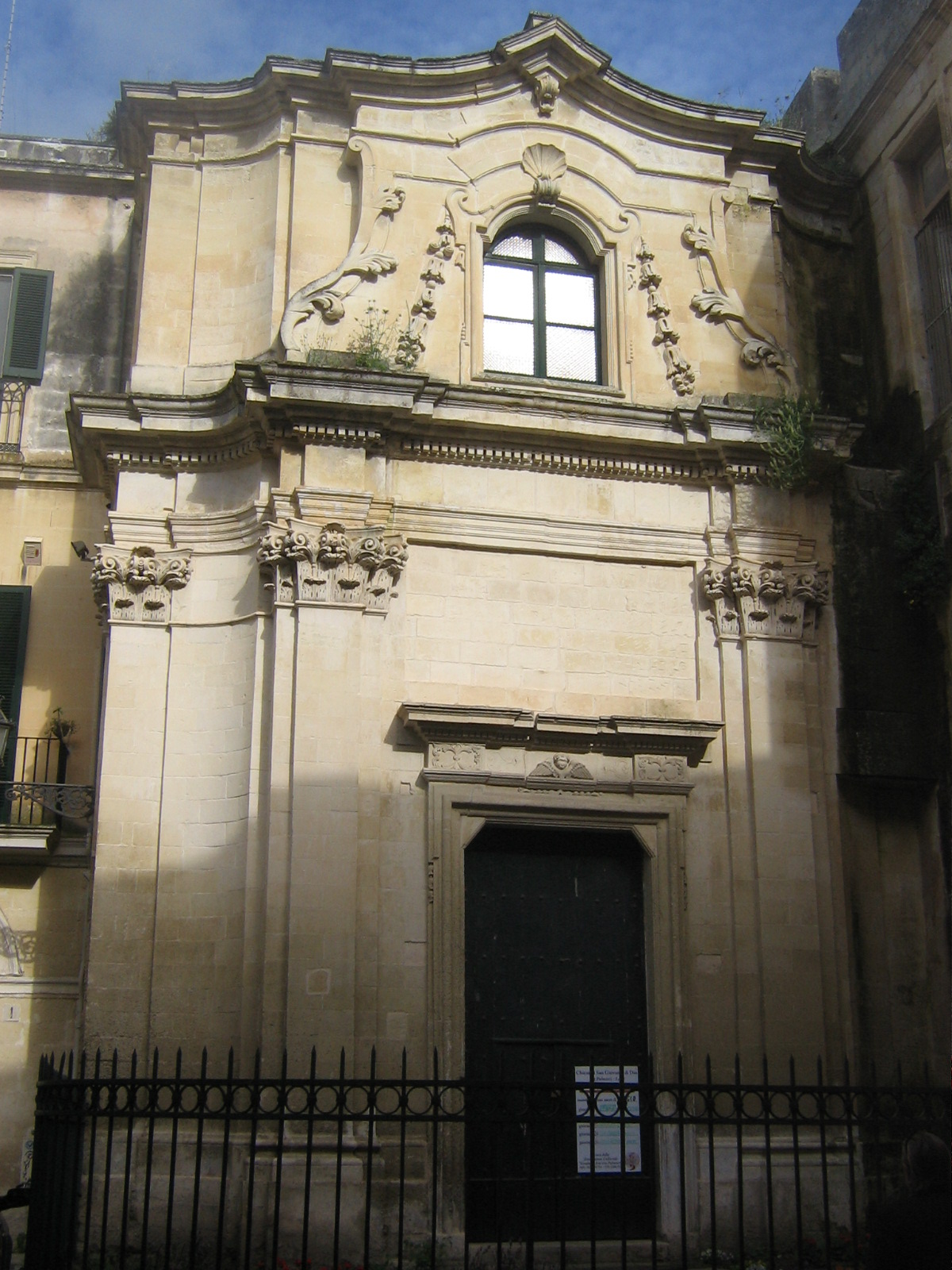
Chiesa di San Giovanni di Dio
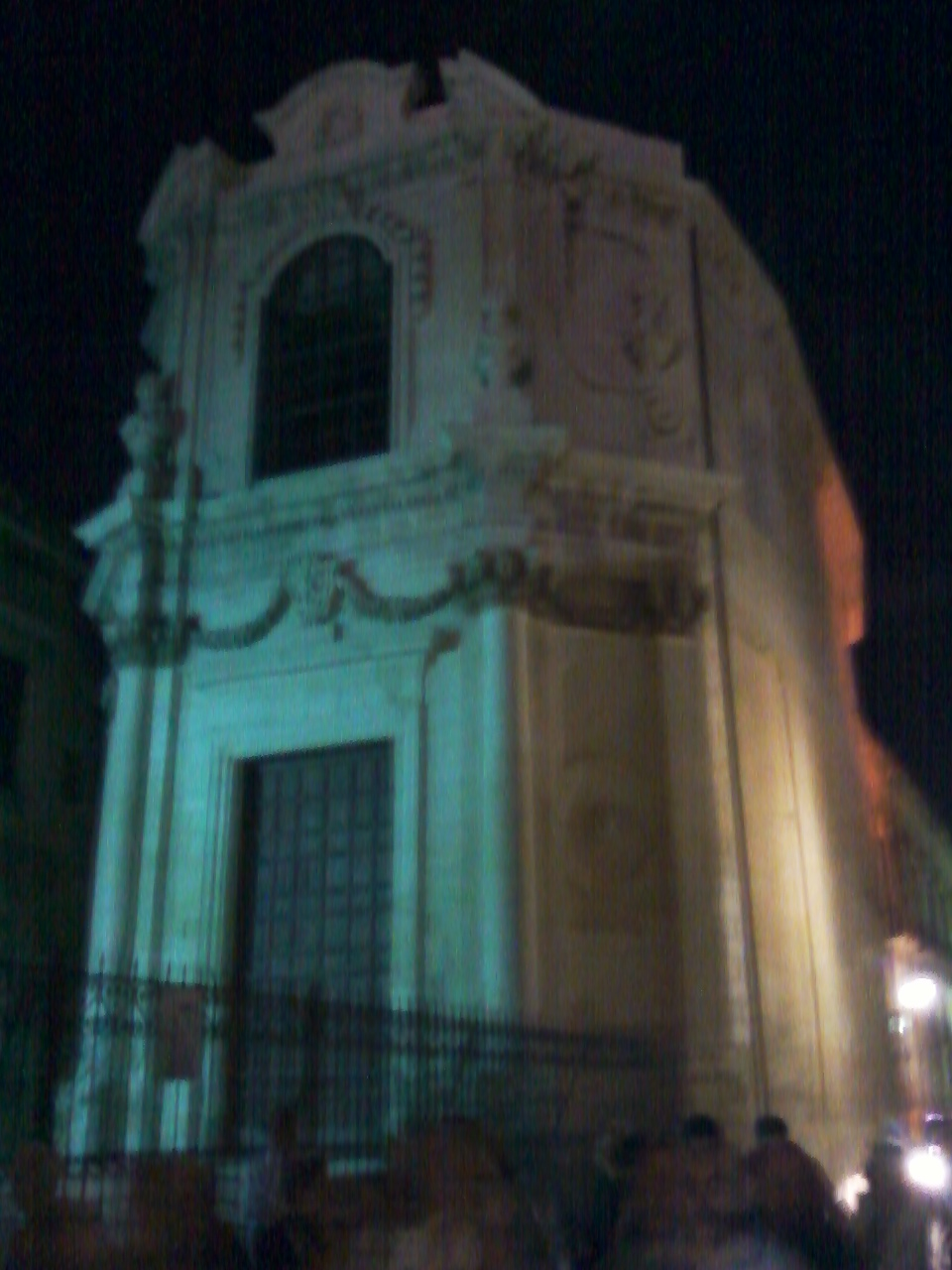
Chiesa della Nova
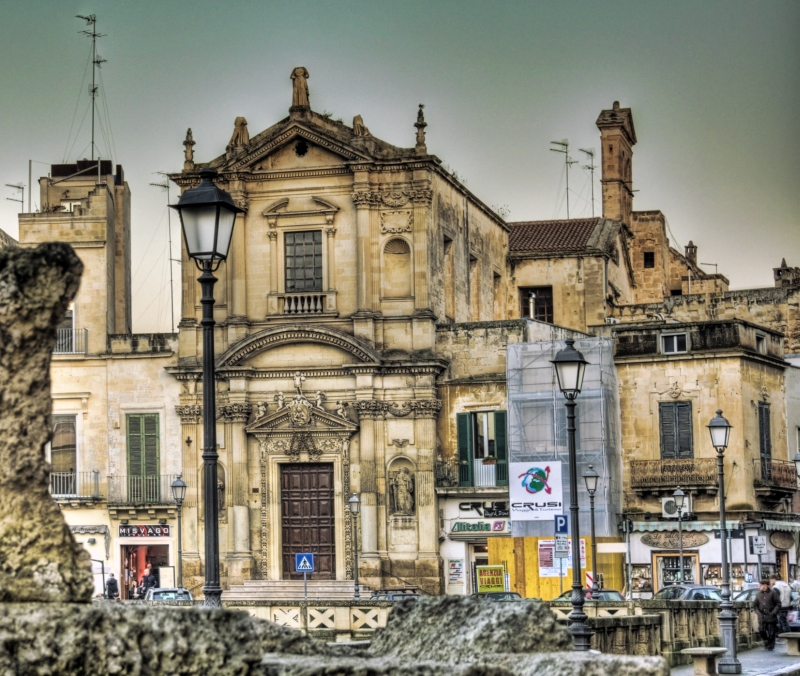
Chiesa di Santa Maria della Grazia
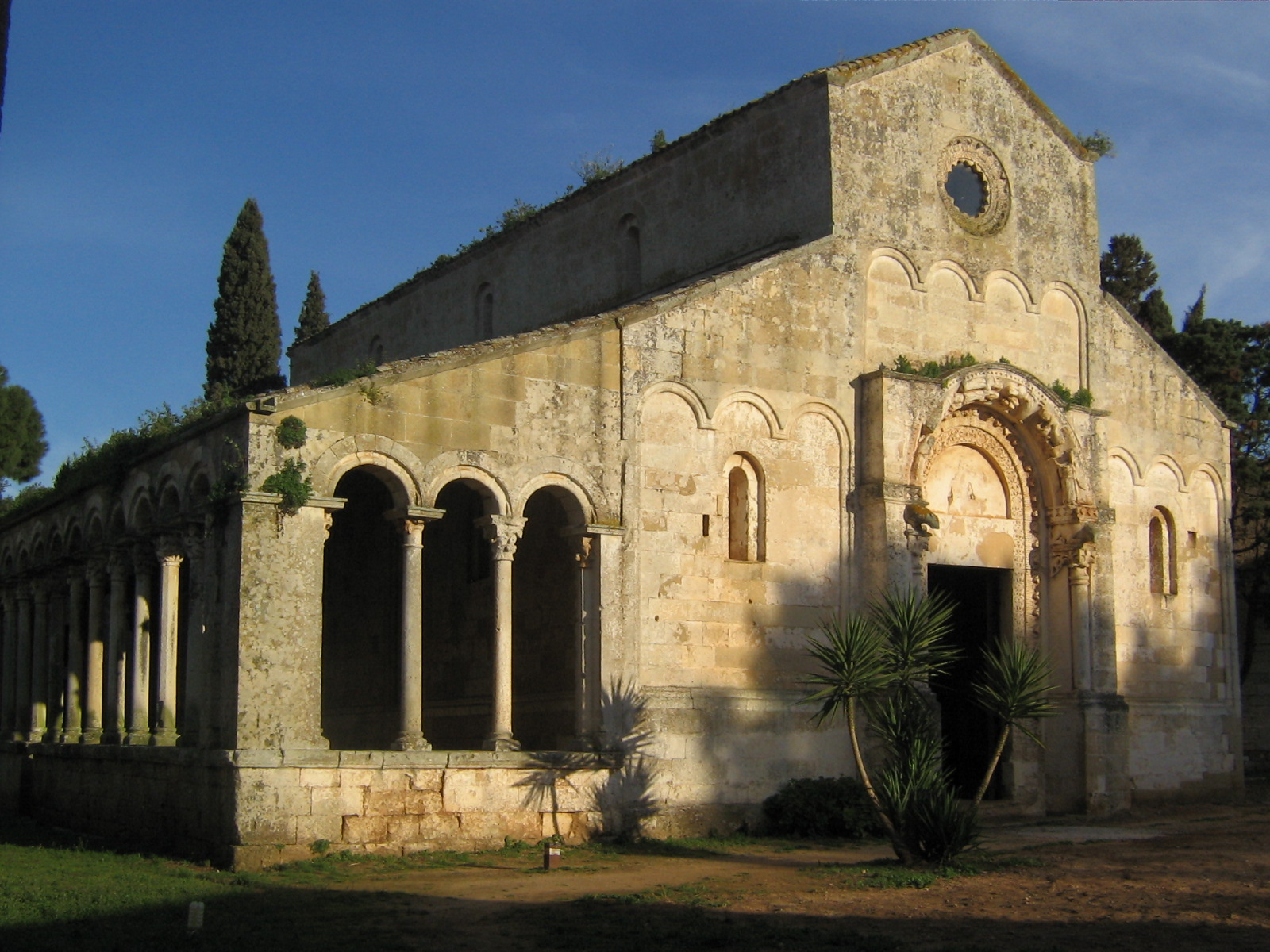
Abbazia di Santa Maria di Cerrate
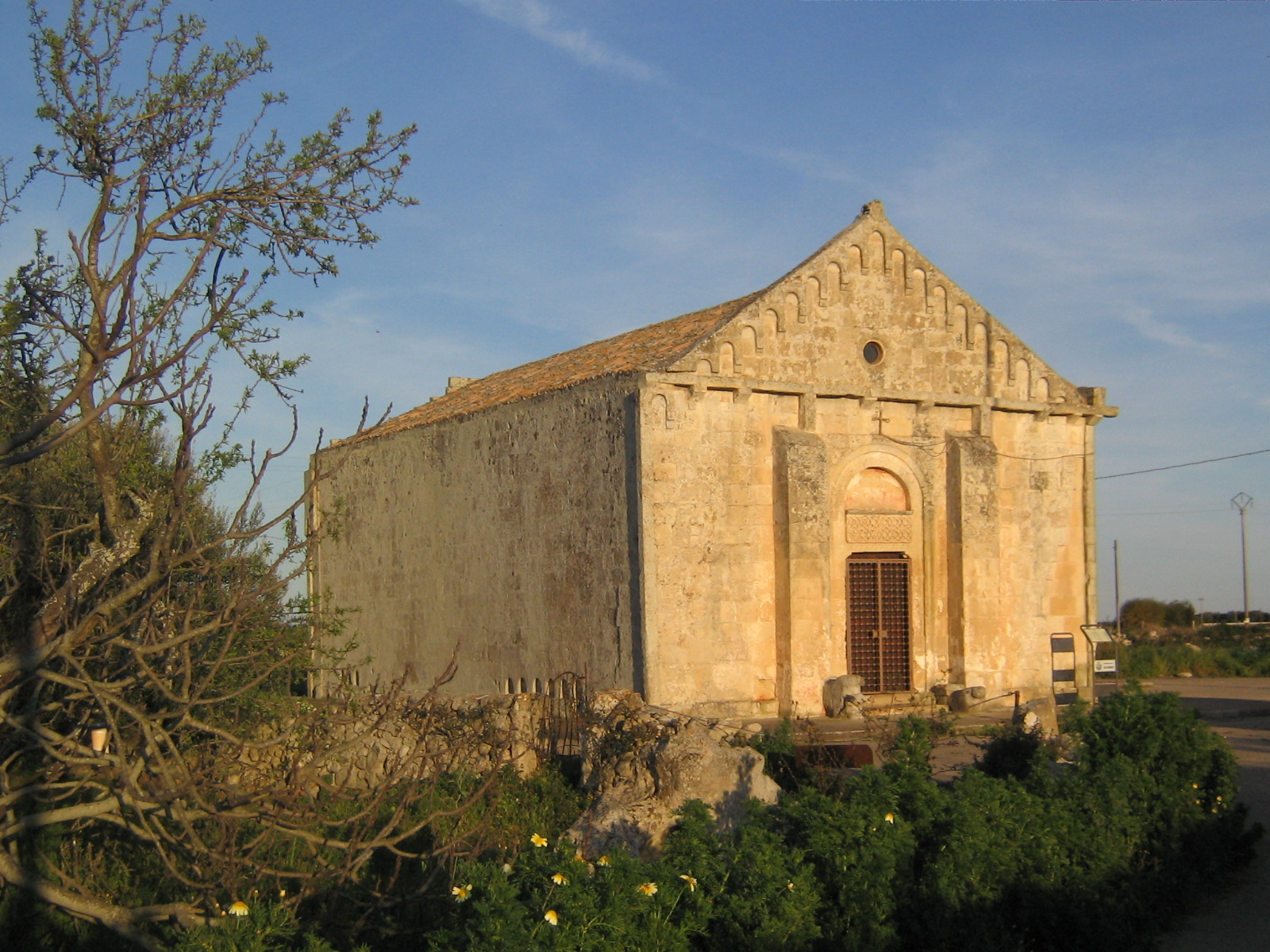
Chiesa Santa Maria d'Aurìo
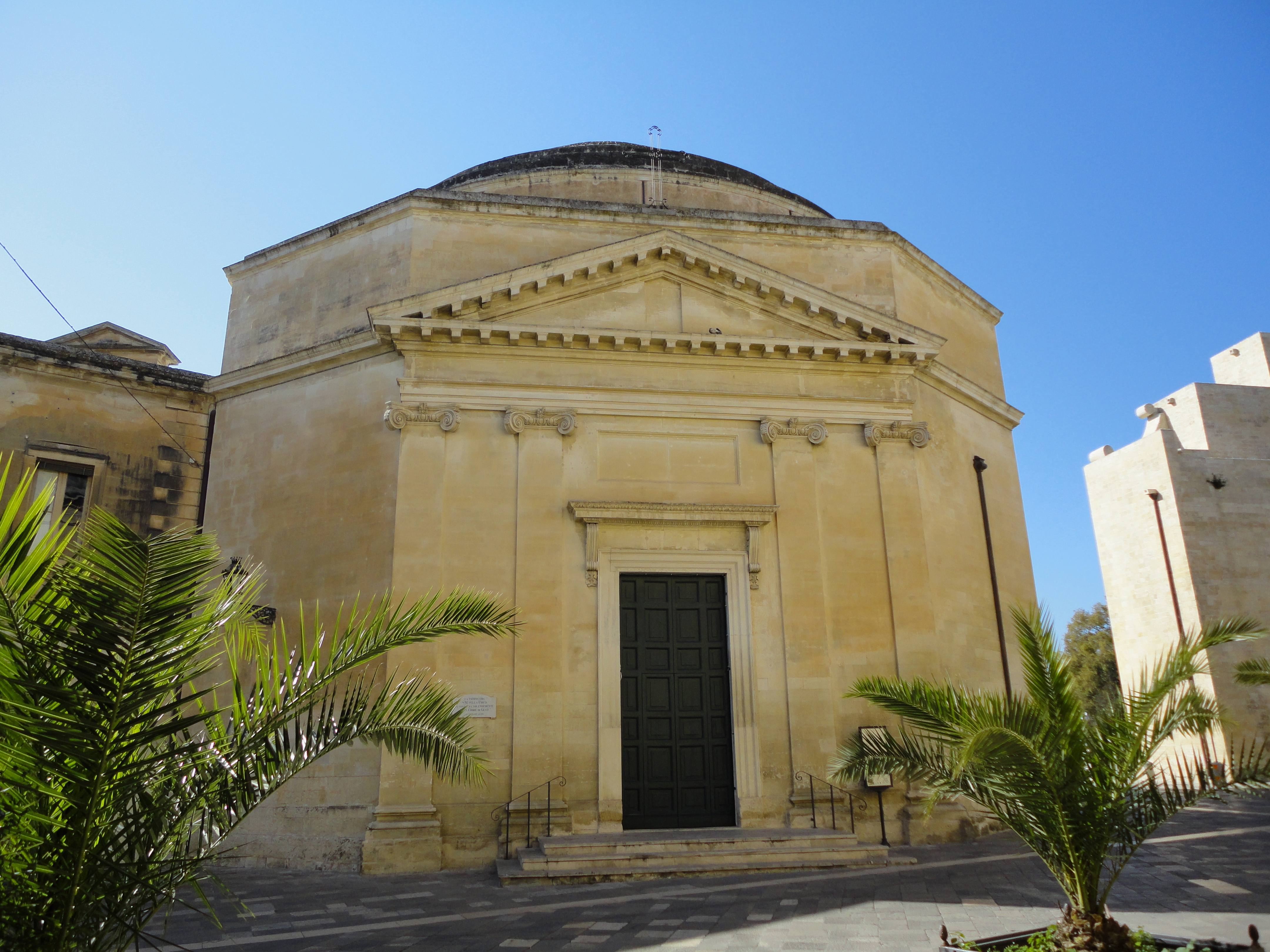
Chiesa di Santa Maria della Porta
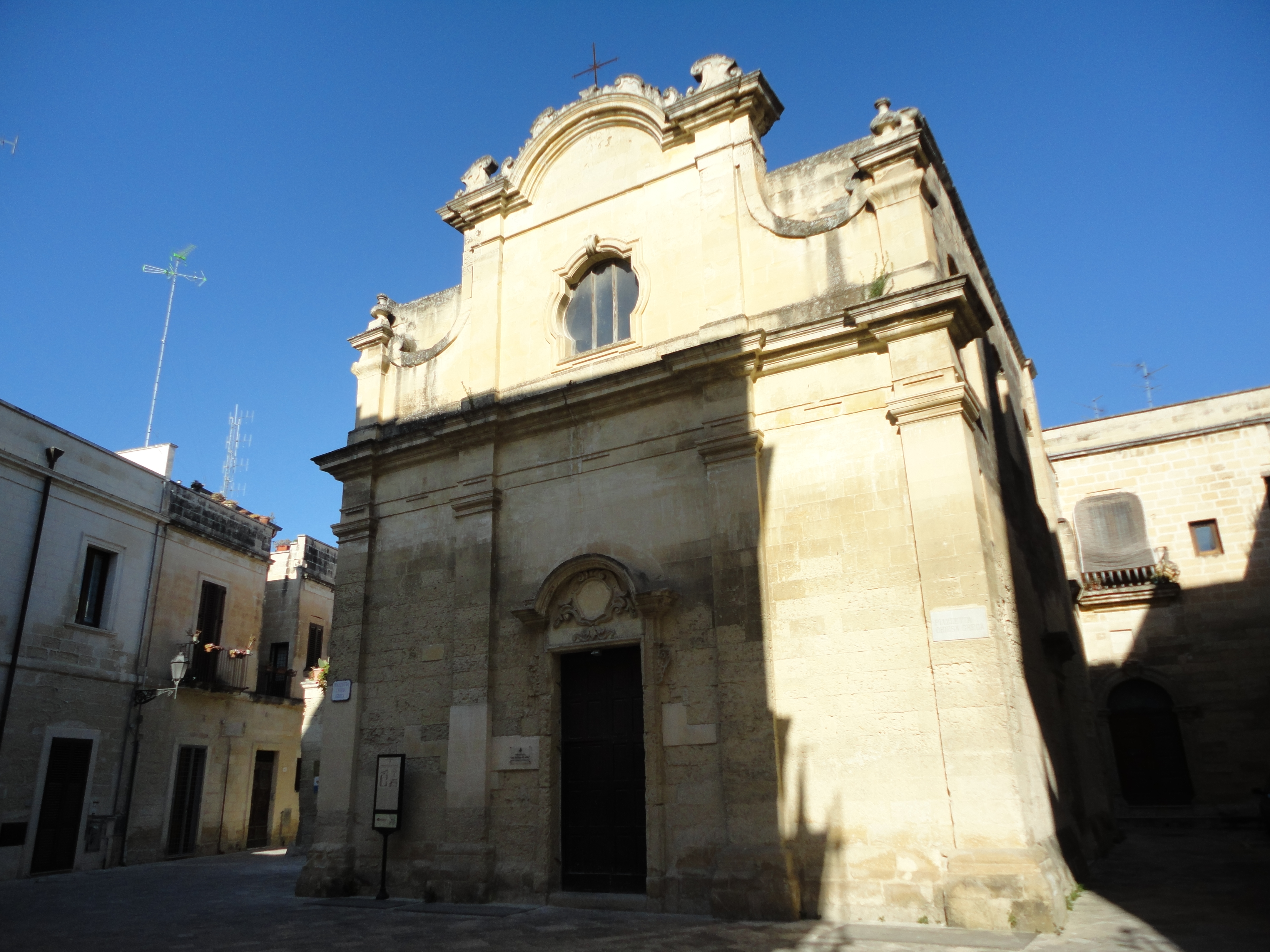
Chiesa di San Niccolò dei Greci
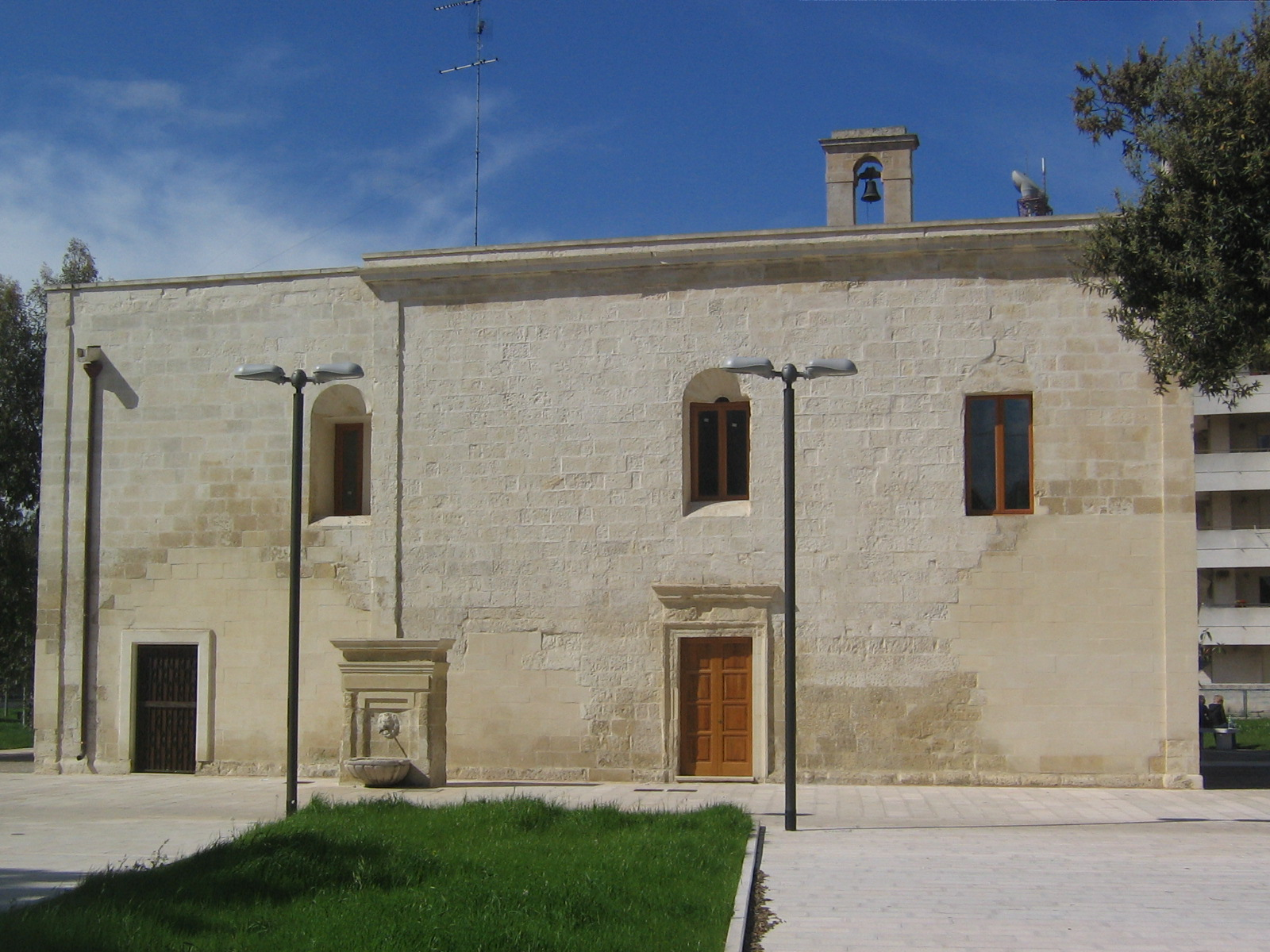
Chiesa di Santa Maria di Pozzuolo
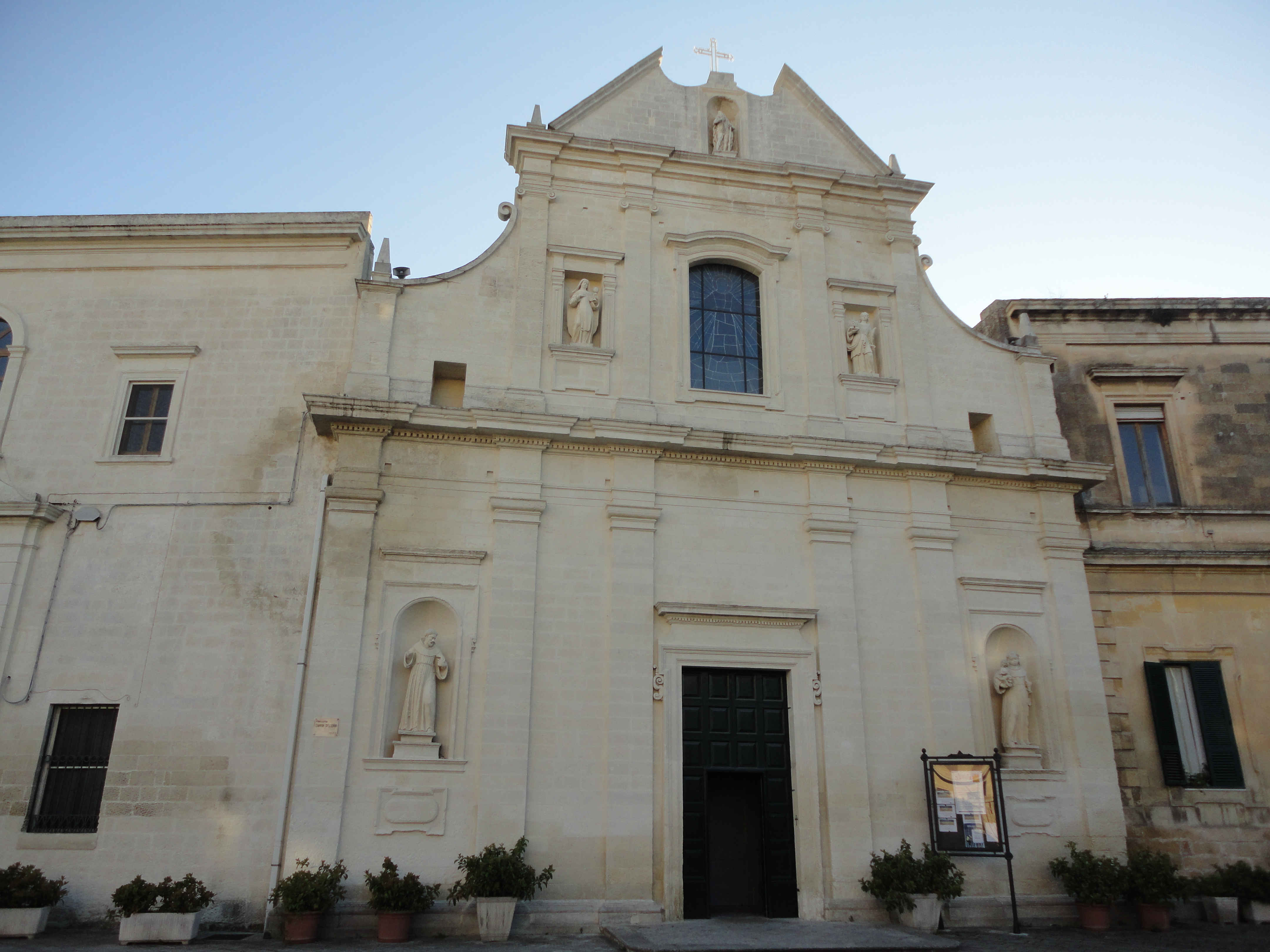
Chiesa di Santa Maria dell'Idria
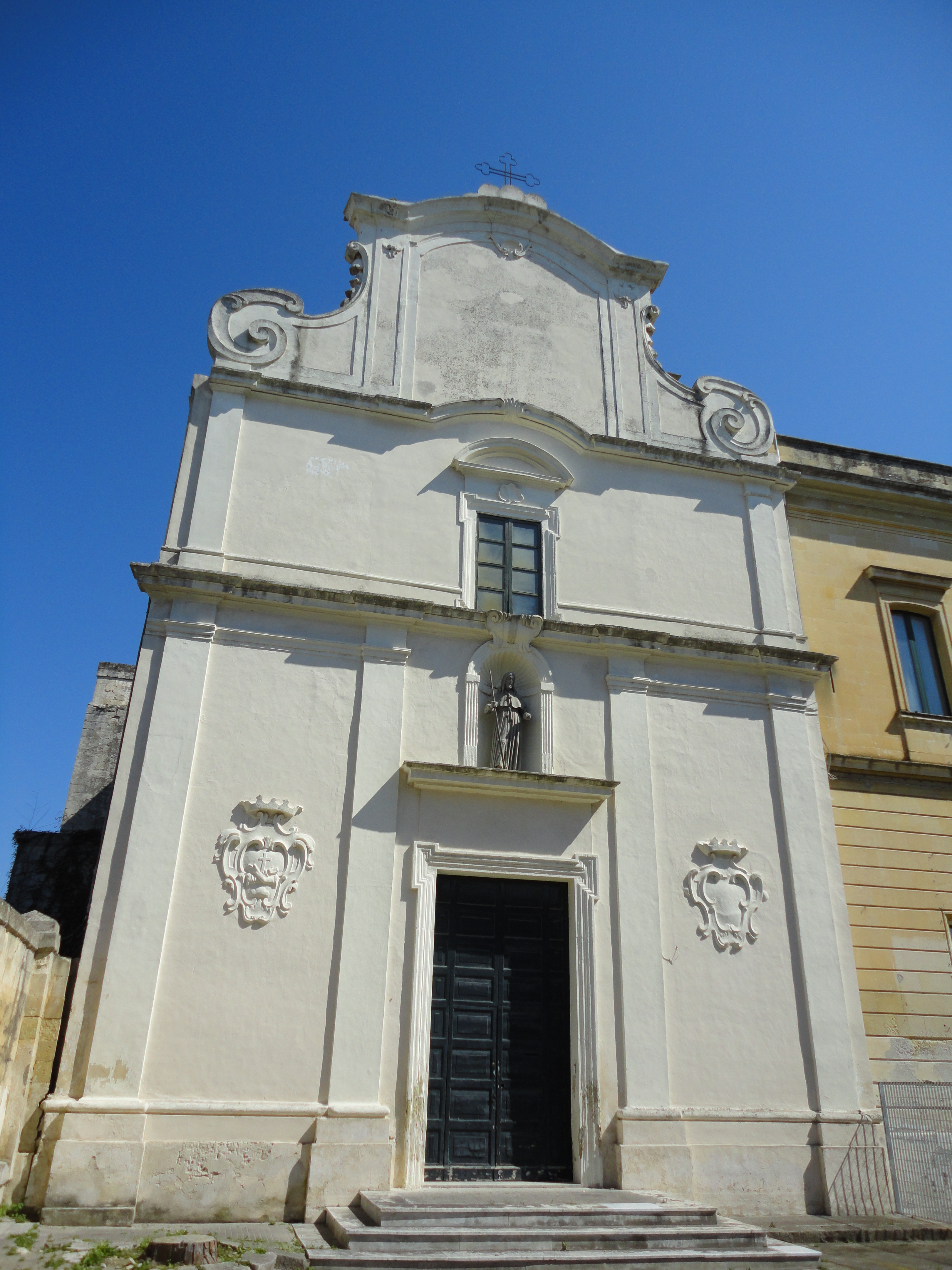
Chiesa di San Giacomo
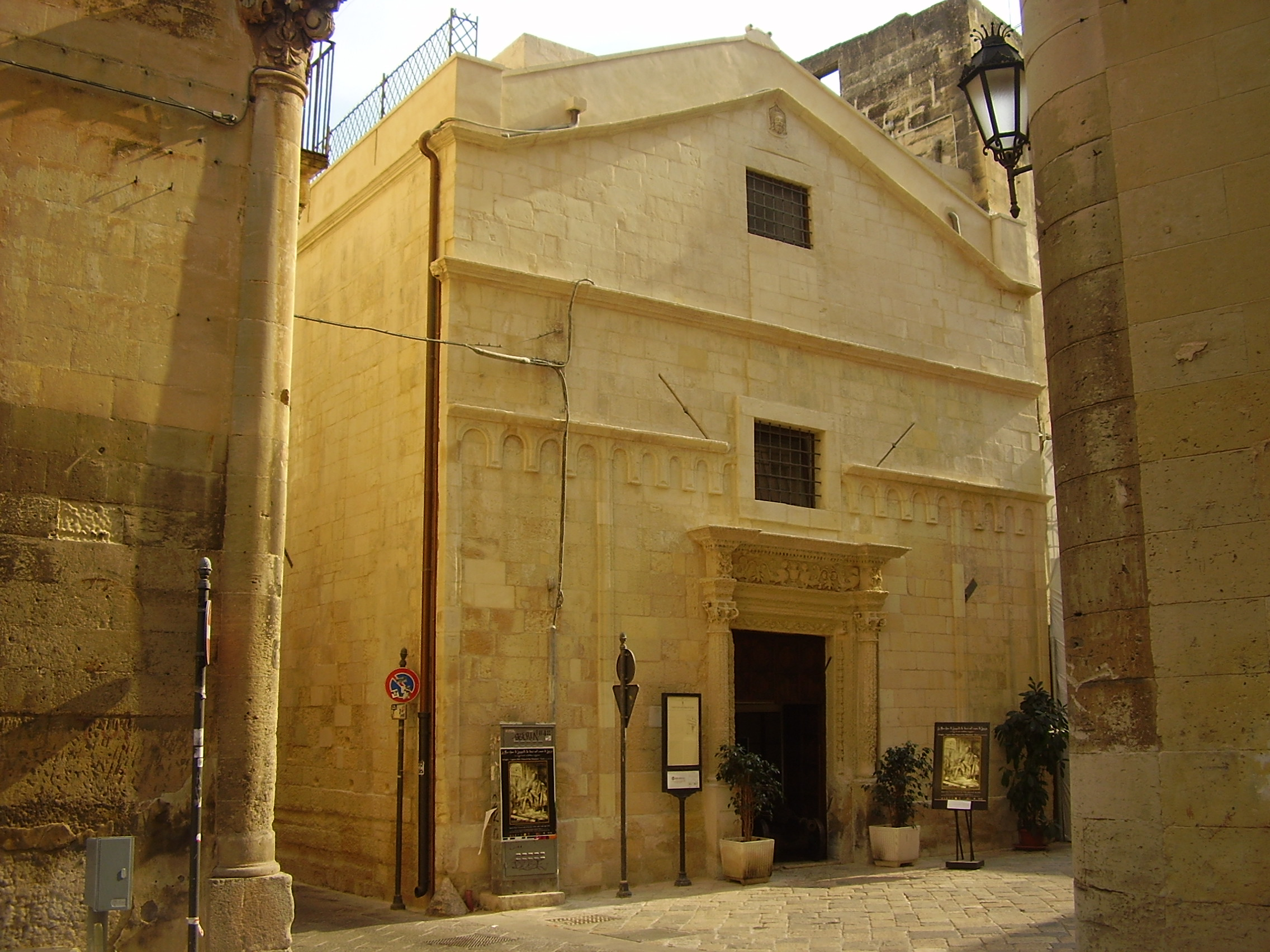
Chiesa di San Sebastiano
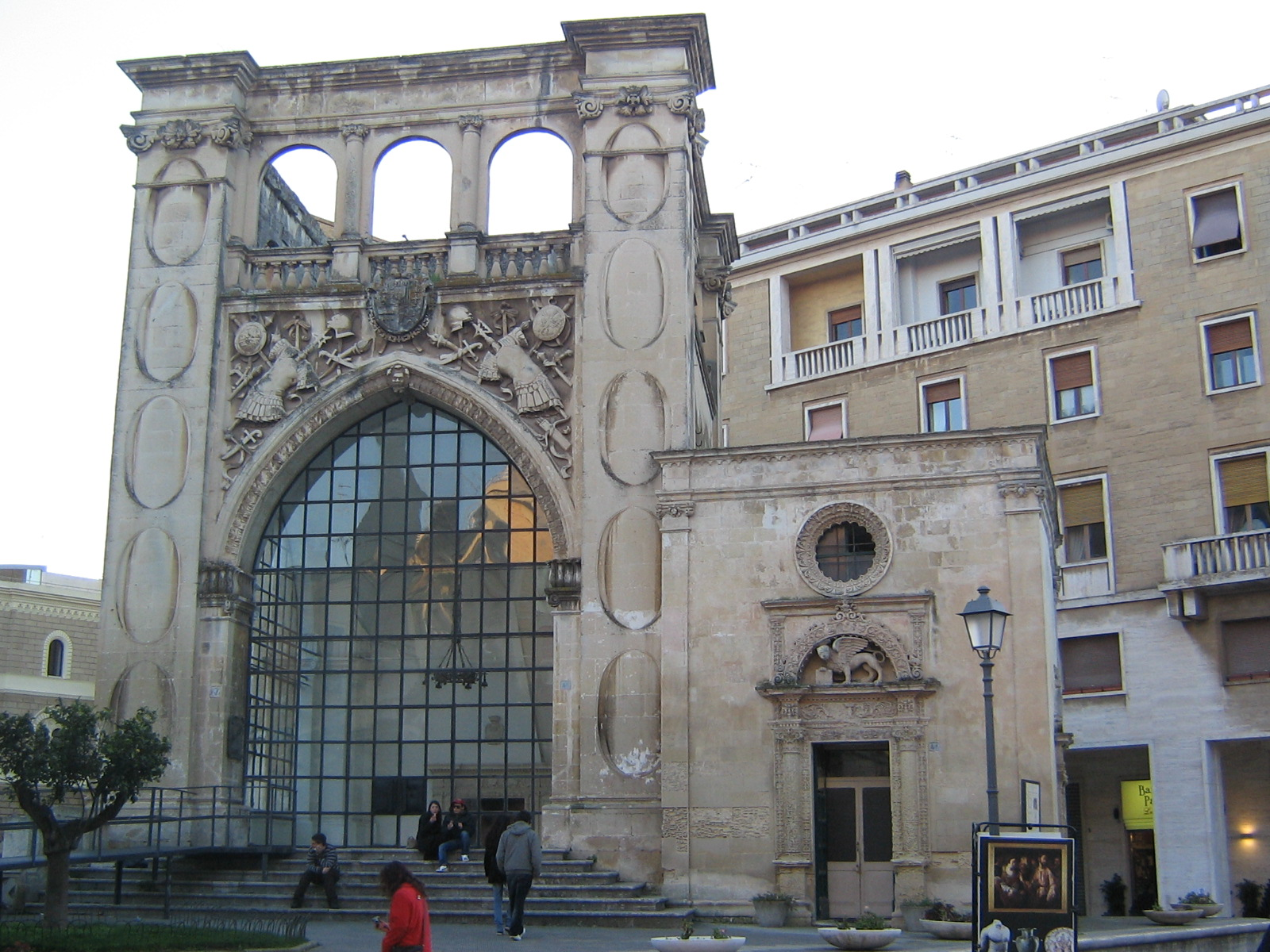
Chiesa di San Marco e Sedile